# Église Saint-Pierre de Nanteuil-le-Haudouin
L'église Saint-Pierre est une église catholique paroissiale, située à Nanteuil-le-Haudouin, dans le département de l'Oise, en France. Elle est de style gothique primitif et date du troisième quart du XIIe siècle. C'est une construction robuste et austère, dont l'extérieur n'est pratiquement pas décoré en dehors des portails, et dont l'intérieur affiche un style lourd qui correspond très peu à l'architecture de l'époque. Comme l'indiquent notamment les deux fortes tourelles octogonales précédant la façade occidentale, l'édifice appartient au groupe des églises fortifiées, et il est l'un des très rares représentants de ce type dans la région. C'est cette particularité qui fait sa valeur archéologique, ainsi que les supports des voûtes très atypiques à l'intérieur. Le portail occidental a été classé monument historique par arrêté du 27 juillet 1908 ; le reste de l'église et le clocher ont été inscrits par arrêté du 8 novembre 1966. Aujourd'hui, l'église Saint-Pierre est au centre de la paroisse Notre-Dame de la Visitation du Haudouin, qui s'étend sur quinze communes. Les messes dominicales sont célébrées en l'église Saint-Pierre tous les dimanches à 11 h 00.

## Localisation
L'église Saint-Pierre se situe en France, en région Hauts-de-France, dans le sud du département de l'Oise, au centre de la ville de Nanteuil-le-Haudouin, rue Charles-Lemaire (RD 19) et place de Verdun. Elle est dégagée d'autres bâtiments tout autour.

## Historique
Le plus ancien établissement religieux de la ville est le prieuré, souvent improprement qualifie d'abbaye. Il est fondé après le milieu du VIIe siècle par saint Valbert de Luxeuil (595-670), petit-fils du premier seigneur de Nanteuil Chagneric, qui avait reçu les terres des mains de Clovis pour les services rendus. Le prieuré possède une église dédiée à Notre-Dame. Sous l'impulsion de l'abbé de Cluny, saint Hugues, le prieuré de Nanteuil est rattaché à l'ordre de Cluny en 1095. Selon toute vraisemblance, l'église paroissiale est fondée par le prieuré après cette date, afin de satisfaire à la demande de la population et du comte de Nanteuil. En effet, le collateur de la cure est le prieur de Nanteuil-le-Haudouin, ce qui prouve la primauté du prieuré sur la paroisse. Le curé doit lui jurer fidélité au prieur, et ne doit pas faire sonner les cloches avant celles de l'église priorale. Sous l'Ancien Régime, Nanteuil-le-Haudouin relève du diocèse de Meaux. Jusqu'en 1740, la paroisse dépend du doyenné d'Acy-en-Multien, puis le nombre de doyennés du diocèse est porté de six à dix, et Nanteuil devient le siège d'un des quatre nouveaux doyennés. L'église est consacrée à saint Pierre, apôtre et premier pape de la chrétienneté,,,. Contrairement à l'histoire du prieuré qui est connue grâce aux recherches de Léon Fautrat publiées en 1891, l'histoire de la paroisse reste encore à écrire. Dans sa monographie de la ville publiée en 1914 et plusieurs fois réédité, Ernest Legrand ne consacre qu'une seule page à la paroisse et son église.
À l'exception du clocher et des chapelles latérales qui sont plus tardives, l'ensemble de l'église est édifié d'un seul jet pendant le troisième quart du XIIe siècle. Le style gothique primitif s'est imposé à cette époque, mais certaines influences romanes persistent. C'est aussi le cas à Nanteuil-le-Haudouin. L'église Saint-Pierre est d'une facture assez lourde et manque de raffinement. Léon Fautrat qualifie le maître d'œuvre de « malhabile ». Selon le même auteur, l'église aurait initialement possédé une tour de croisée en pierre, qui se serait écroulé sur le chœur en 1680. Ainsi s'expliquerait la construction du clocher en charpente actuel et la reprise de la croisée du transept, vers la fin du XVIIe siècle. Pour le nouveau clocher, les gros décimateurs paient 13 000 livres, et les paroissiens 8 000 livres,. — Sous la Révolution française, le diocèse de Meaux est limité au seul territoire du département de Seine-et-Marne, et l'ensemble du département de l'Oise est incorporé dans le diocèse de Beauvais, dont Nanteuil dépend toujours à ce jour. — Le portail occidental de l'église est classé monument historique par arrêté du 27 juillet 1908 ; le reste de l'église et le clocher sont inscrits par arrêté du 8 novembre 1966.

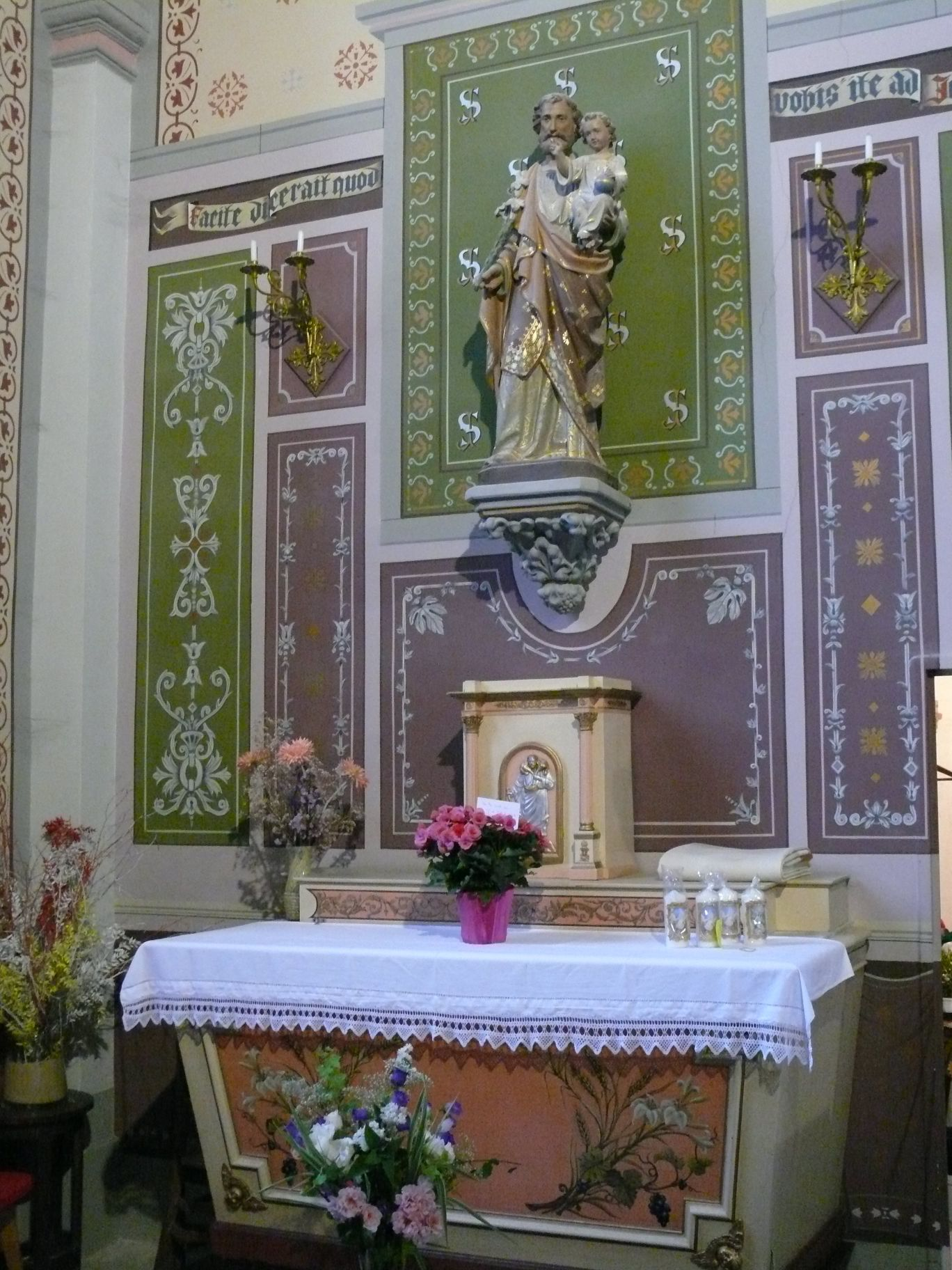
Décor en trompe-l'œil de la chapelle Saint-Joseph.

Quelques restaurations sont apparemment effectués au début du XXe siècle. En 1891, le chanoine Pihan déplore que les toitures des bas-côtés aveuglent les fenêtres de la nef ; ce n'est depuis longtemps plus le cas. — En 1998, le décor en céramique du mur du chevet, qui représente le Christ en croix entre la Vierge de douleur accompagnée de saint Jean et saint Pierre, est restauré. En 2012, tout le reste de l'intérieur de l'église bénéficie d'une restauration. Jusque-là, les murs et les voûtes sont badigeonnés et peints en faux appareil. Ils sont nettoyés et enduits à la chaux de Boran-sur-Oise. Les pourtours des fenêtres, les arcades, les nervures des voûtes et les supports sont rehaussés en gris, rose et violet, avec des filets en rouge foncé. Une partie des clés de voûte, qui ne sont pas sculptées, sont peintes de motifs héraldiques comme cela se faisait à partir du XVIe siècle jusqu'à la fin de l'Ancien Régime. Des motifs ornementaux sont appliqués sur les nervures des voûtes, les arcs-doubleaux et les piles autour de la croisée du transept et du sanctuaire. Les voûtes du sanctuaire et de ses deux chapelles latérales sont peintes en bleu, avec des symboles religieux dans l'abside, dont le monogramme IHS, le pélican qui nourrit ses petits de sa propre chair, etc., accompagnés de devises sur des phylactères. Enfin, les murs de chevet des chapelles sont pourvues d'une polychromie architecturale en trompe-l'œil. Cette décoration s'inspire de celle dont l'église avait bénéficié en 1898. Inhabituelle pour une restauration postérieure au classement aux monuments historiques, elle se justifie par la mauvaise qualité de la pierre, qui requiert un enduit, et par la pauvreté de l'architecture. Elle s'inscrit dans une pratique courante au XIXe siècle, dont ne restent guère que des exemples défraîchis, comme les églises de Chamant et Montmille. Les travaux sont effectués en partie par des bénévoles. Plus récemment, les assises des deux tourelles octogonales sont consolidées ; des travaux d'étanchéité sont effectués ; la charpente du clocher est réparée ; le raccordement avec la nef est refaite ; et les ardoises sont remplacées. L'ensemble de ces travaux est rendu possible grâce à du mécénat à travers des souscriptions publiques organisées par la Fondation du patrimoine,.

## Description

### Aperçu général
À peu près régulièrement orientée, avec une légère dérivation de l'axe vers le sud-est, l'église répond à un plan cruciforme. Elle se compose d'une nef de quatre travées accompagnée de bas-côtés ; d'un transept non débordant ; d'un chœur au chevet plat d'une seule travée ; et de deux chapelles latérales du chœur, de plan carré. Le clocher en charpente avec sa flèche couverte d'ardoise se dresse au centre de la façade occidentale, au-dessus de la première travée de la nef. Il est flanqué de deux tourelles d'escalier en pierre. Une sacristie a été ajoutée à l'est de la chapelle latérale nord. Toute l'église est voûtée d'ogives. Elle possède deux accès : le portail occidental de la nef, et le portail latéral dans la troisième travée du bas-côté sud. La structure des toitures reflète l'organisation intérieure. Les bas-côtés et les chapelles sont recouverts de toits en appentis, et le vaisseau central ainsi que le transept par des toits à croupes, si bien que l'église est dépourvue de pignons.

### Extérieur

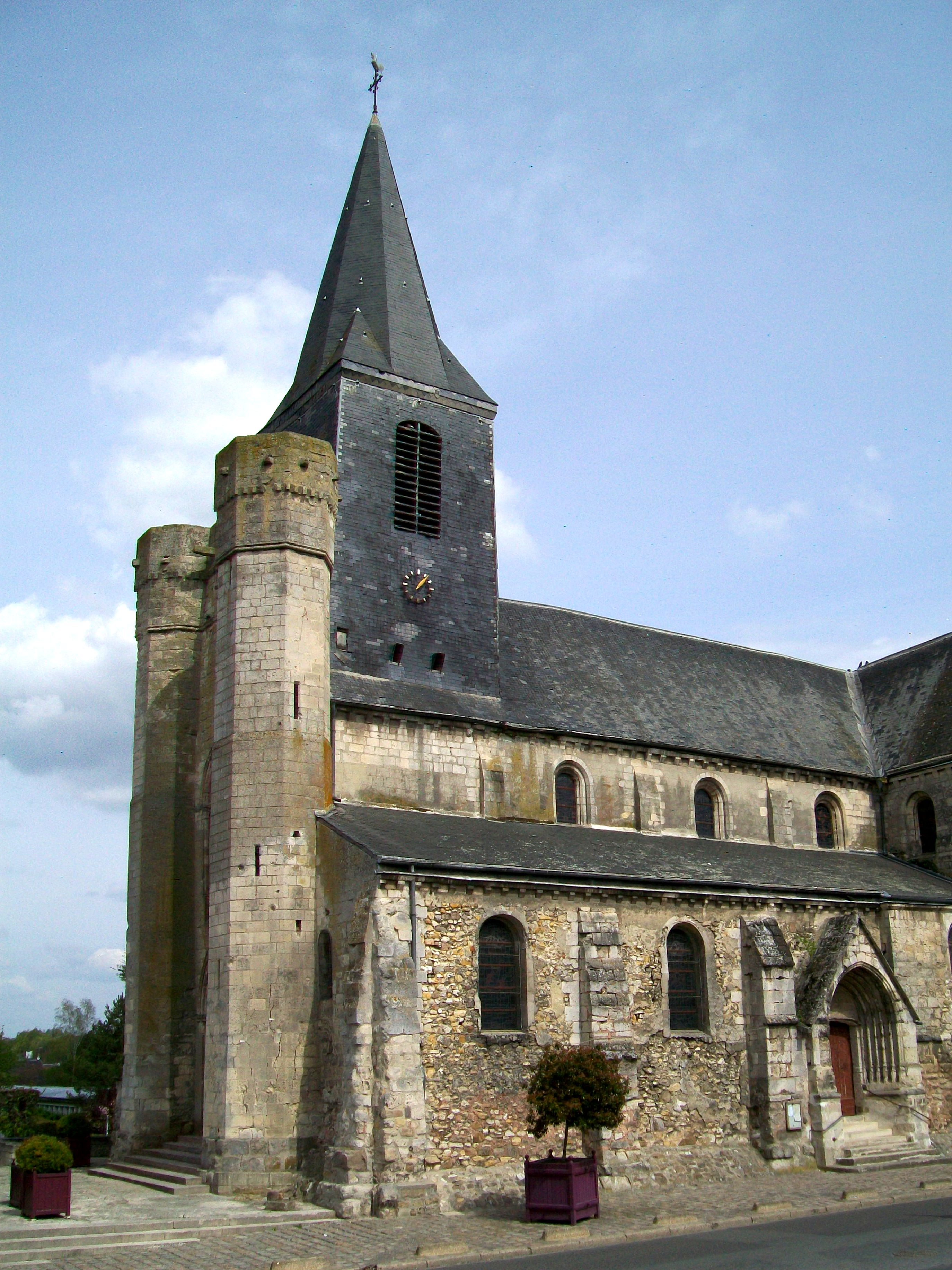
Clocher, nef et bas-côté sud.

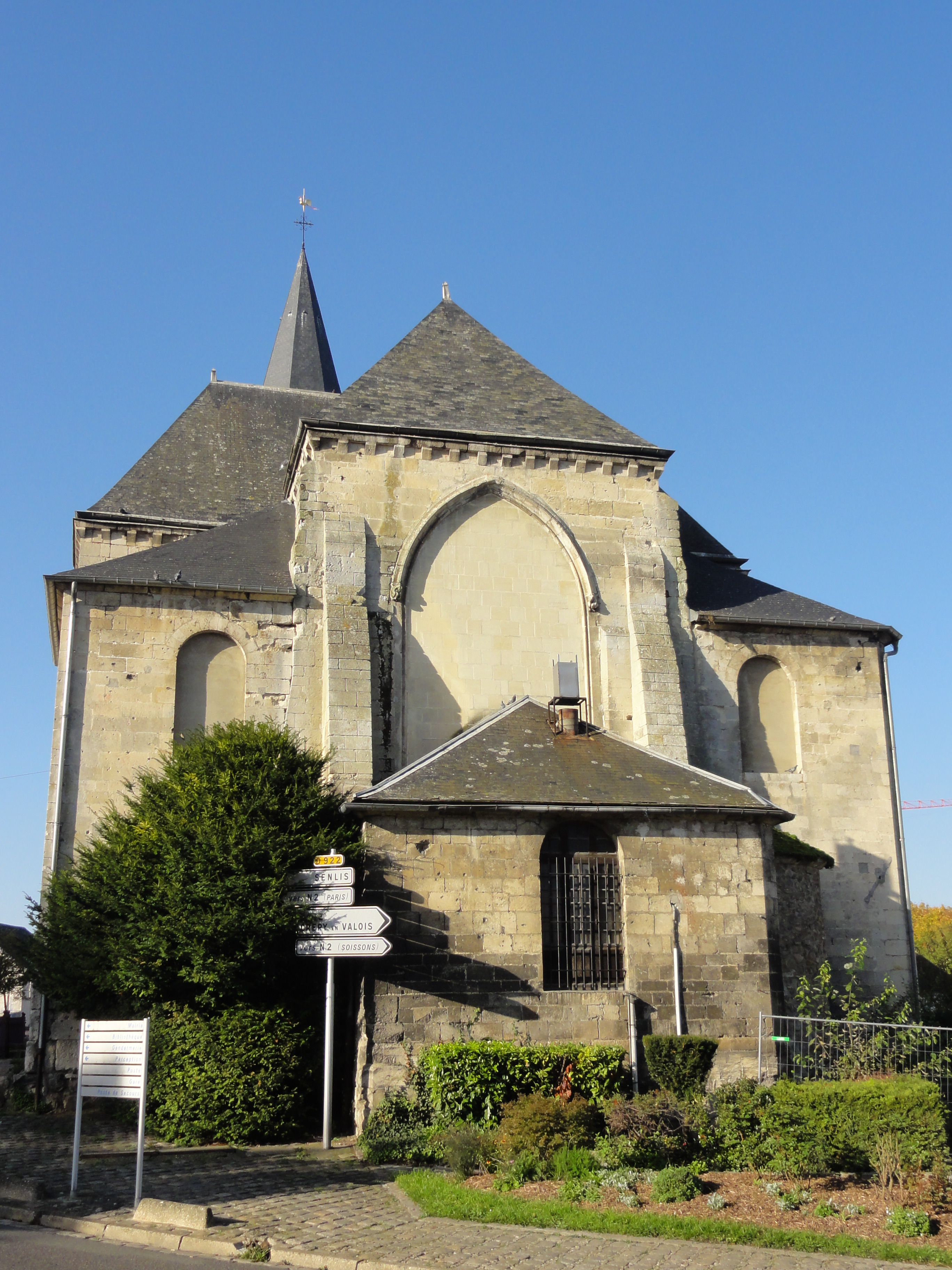
Vue depuis l'est.

La façade occidentale de la nef est cantonnée de deux tourelles de plan octogonal, qui dépassent nettement le sommet du toit de la nef et vont jusqu'à mi-hauteur du clocher. Elles sont éclairées par quelques meurtrières. En haut, les tourelles forment un léger encorbellement par deux ressauts rachetés par un tore et un rang de modillons. Les tourelles se terminent par une balustrade pleine, visible seulement par les gargouilles saillantes, non décorées. Les plates-formes au sommet des tourelles sont reliées par un passage ouvert. La décoration se limite à la fenêtre haute de la nef et au portail. Dans son ensemble, les tourelles et conférant à l'édifice un aspect militaire. Son caractère reflète la volonté du maître d'œuvre de fortifier l'église. Elle serait ainsi l'une des très rares représentantes d'églises fortifiées de cette époque dans la région, avec l'église Saint-Martin de Feigneux et la collégiale Notre-Dame-du-Fort d'Étampes. En même temps, la présence de la grande fenêtre en arc brisé au-dessus du portail atténue le caractère défensif. Elle est flanquée de deux paires de fines colonnettes à chapiteaux, et sa double archivolte torique est surmontée d'un cordon de petites dents d'engrenage. Le portail est décoré de la même façon, mais il y a une archivolte et une paire de colonnettes supplémentaire. Les colonnettes et chapiteaux du portail avaient disparu. Elles ont été restituées depuis 2012, mais les chapiteaux restent des blocs de pierre bruts. Le linteau appareillé suit un arc en anse de panier, et supporte un tympan non décoré.
Latéralement, le clocher est entièrement en charpente. Il n'y a pas de fenêtre au niveau de la première travée de la nef, qui supporte le clocher. Les murs hauts de la nef sont épaulés par des contreforts plats typiquement romans, et se terminent par une corniche très rudimentaire, qui se résume à une tablette supportée par des corbeaux. Les fenêtres hautes sont en plein cintre et à double ébrasement. Elles sont entourées d'un rang de claveaux chanfreinés. Les toits en appentis des bas-côtés sont faiblement inclinés afin de ne pas obturer les fenêtres de la nef. En haut des murs gouttereaux des bas-côtés, l'on retrouve une corniche du même type que sur la nef. Les contreforts sont un peu plus saillants, et se retraitent une fois par un léger glacis formant larmier. Les fenêtres en plein cintre sont assez grandes et sans caractère ; elles sont susceptibles d'avoir été repercées à l'époque moderne. Le portail latéral de la troisième travée du bas-côté sud est abrité par un gâble aigu, qui compense l'épaisseur de la sextuple archivolte. Elle est formée par des moulures prismatiques qui retombent sur des bases gothiques, et indique le style gothique flamboyant : il n'y a apparemment jamais eu de chapiteaux, ni de colonnettes. Le linteau est en anse de panier, et le tympan n'est pas décoré, comme à l'ouest, mais il est enduit et conserve les traces d'une inscription « C'est ici la maison... ».
Vers l'ouest, les croisillons possèdent des fenêtres analogues à celles de la nef. Les murs d'extrémité nord et sud montrent les contours d'anciens pignons. En haut, ils se retraitent grâce à un fruit. Les chaînages, les pourtours des fenêtres en anse de panier et les parties hautes sont en pierre de taille. Sinon, les murs sont constitués de moellons irréguliers noyés dans un mortier. Les fenêtres ont été repercées à la fin du XVIIe siècle. Il n'y a pas, ou plus, de contreforts, pas plus que sur les deux chapelles latérales. Elles sont bâties en pierre de taille, et présentent latéralement une fenêtre en anse de panier. Les fenêtres du chevet, aujourd'hui bouchées, sont néanmoins en plein cintre : ce manque de consistance pour des constructions apparemment homogènes est surprenant. Le chevet de l'abside du chœur est plus intéressant. Les deux contreforts orthogonaux qui épaulent chaque angle ont permis à Dominique Vermand de dater l'ensemble de l'église de la même époque, à savoir le troisième quart du XIIIe siècle. En effet, ces contreforts sont encore presque plats. Ils se retraitent deux fois par des glacis fortement inclinés, sans larmiers, et s'amortissent par un glacis analogue. La corniche est la même que sur la nef et les bas-côtés. Une baie de grandes dimensions a apparemment été percée dans le chevet à la période flamboyante, comme l'indiquent les deux chimères sur lesquelles retombe l'archivolte prismatique. Plus aucune fenêtre ne subsiste sur l'élévation orientale.

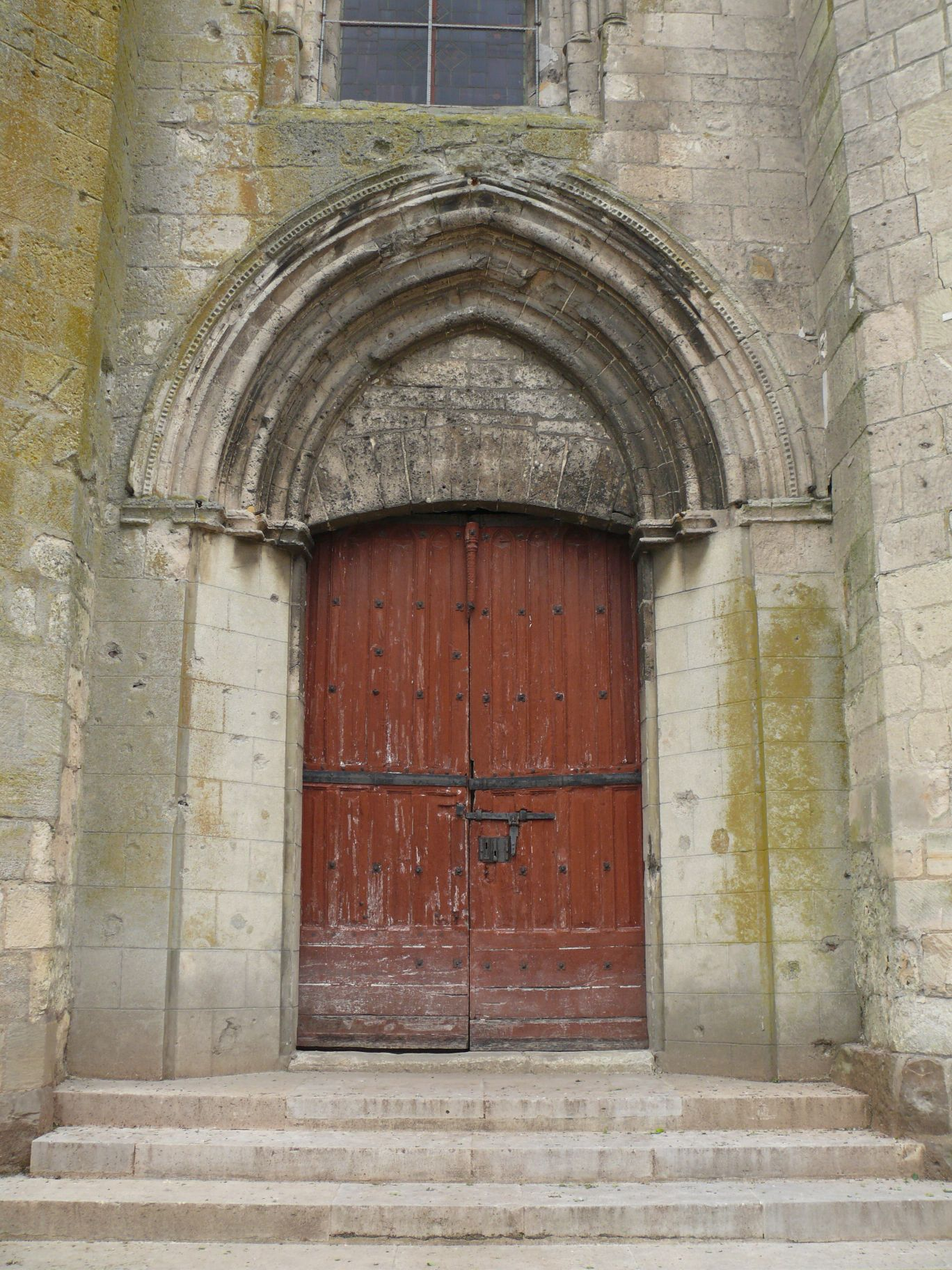
Portail occidental.
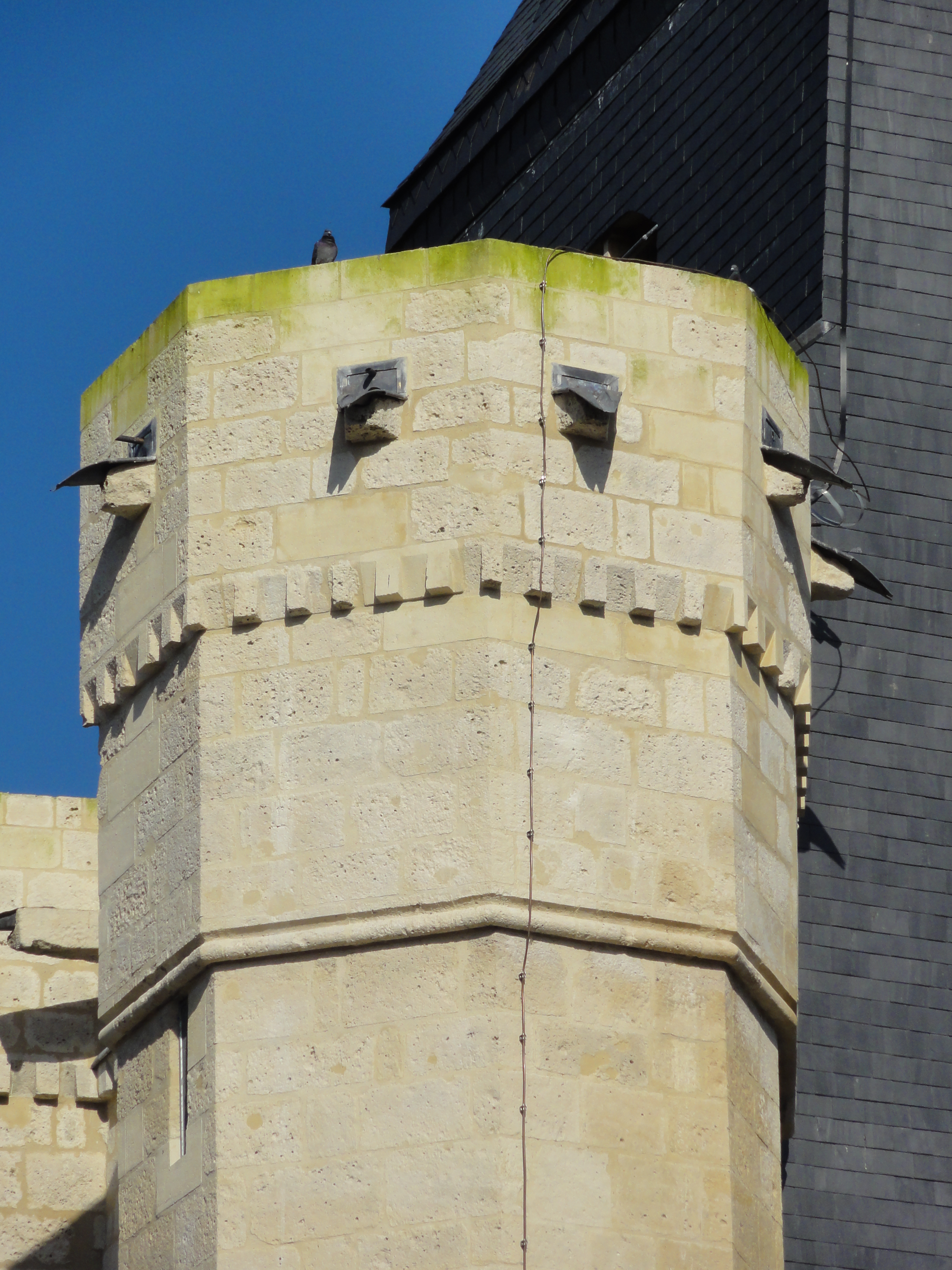
Sommet d'une tourelle.
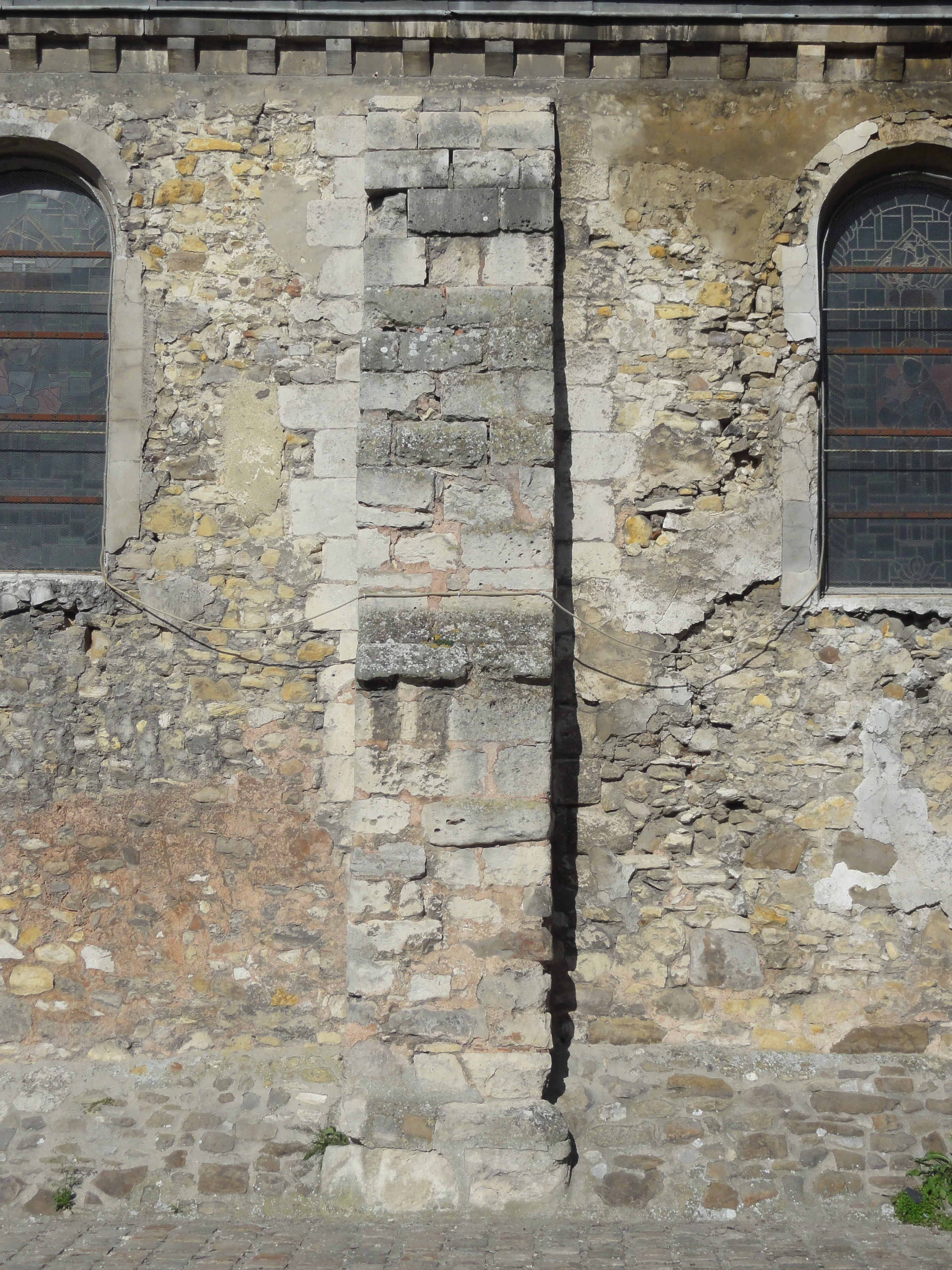
Contrefort de bas-côté.
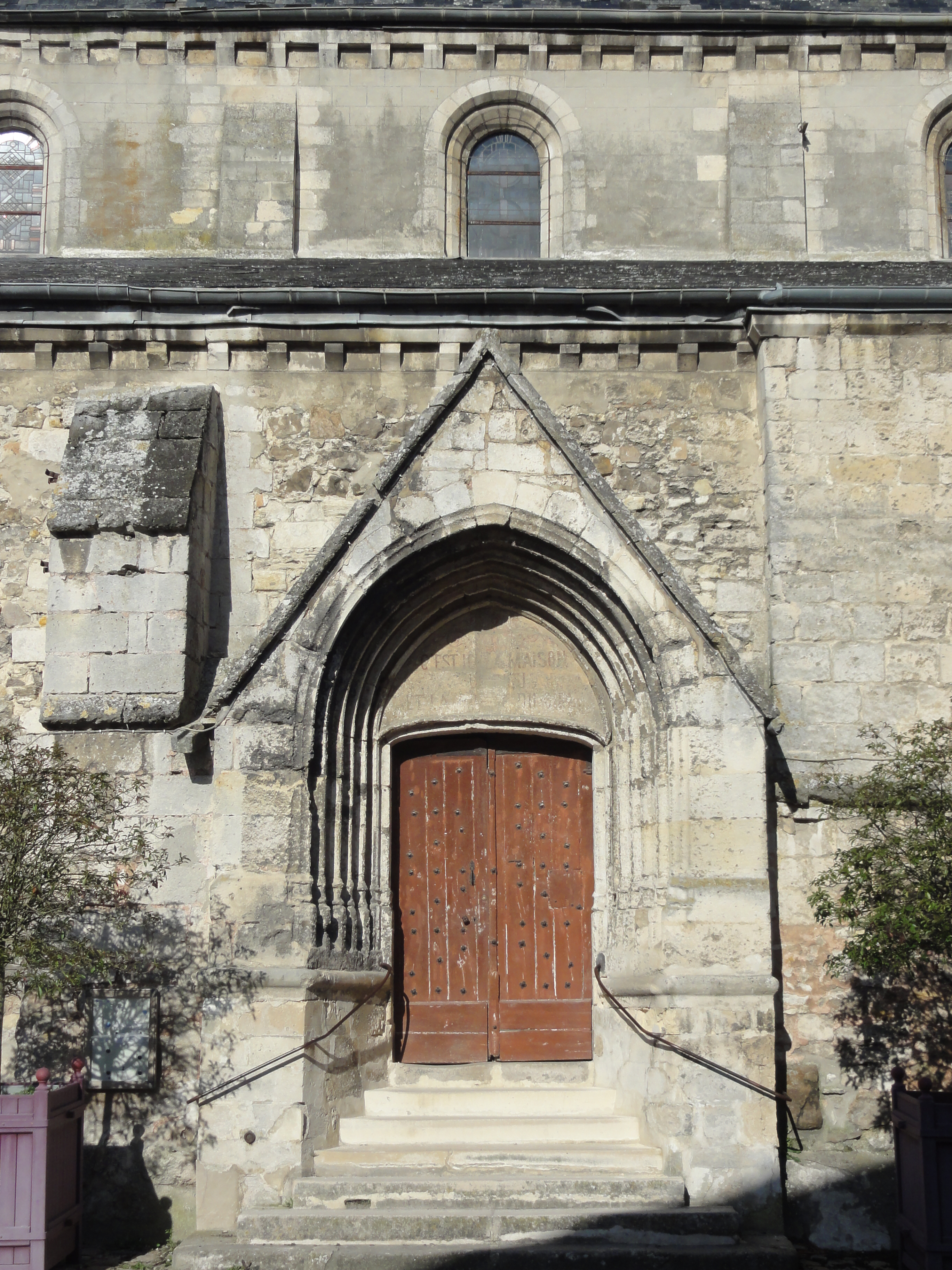
Portail latéral sud.
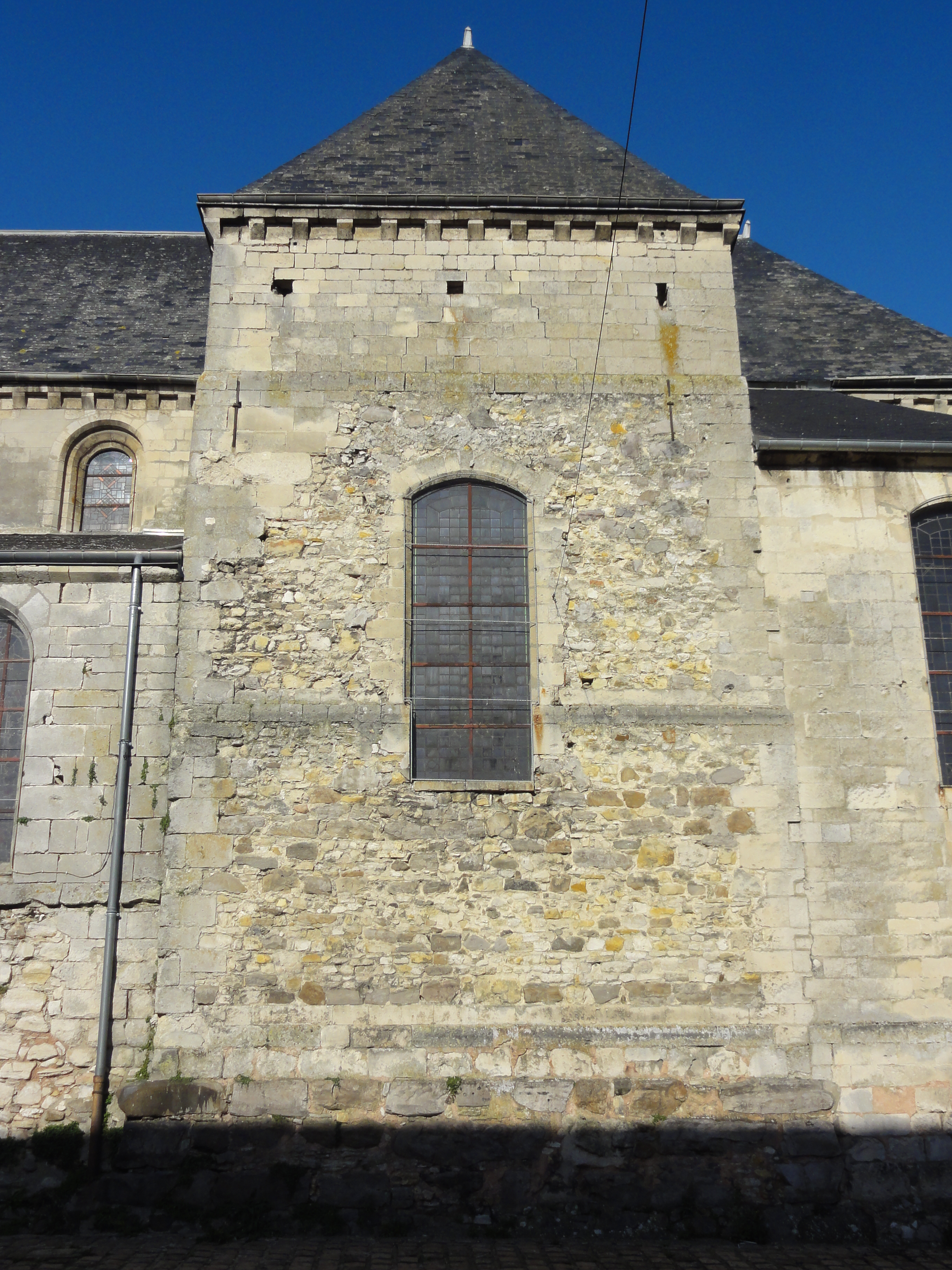
Croisillon sud.
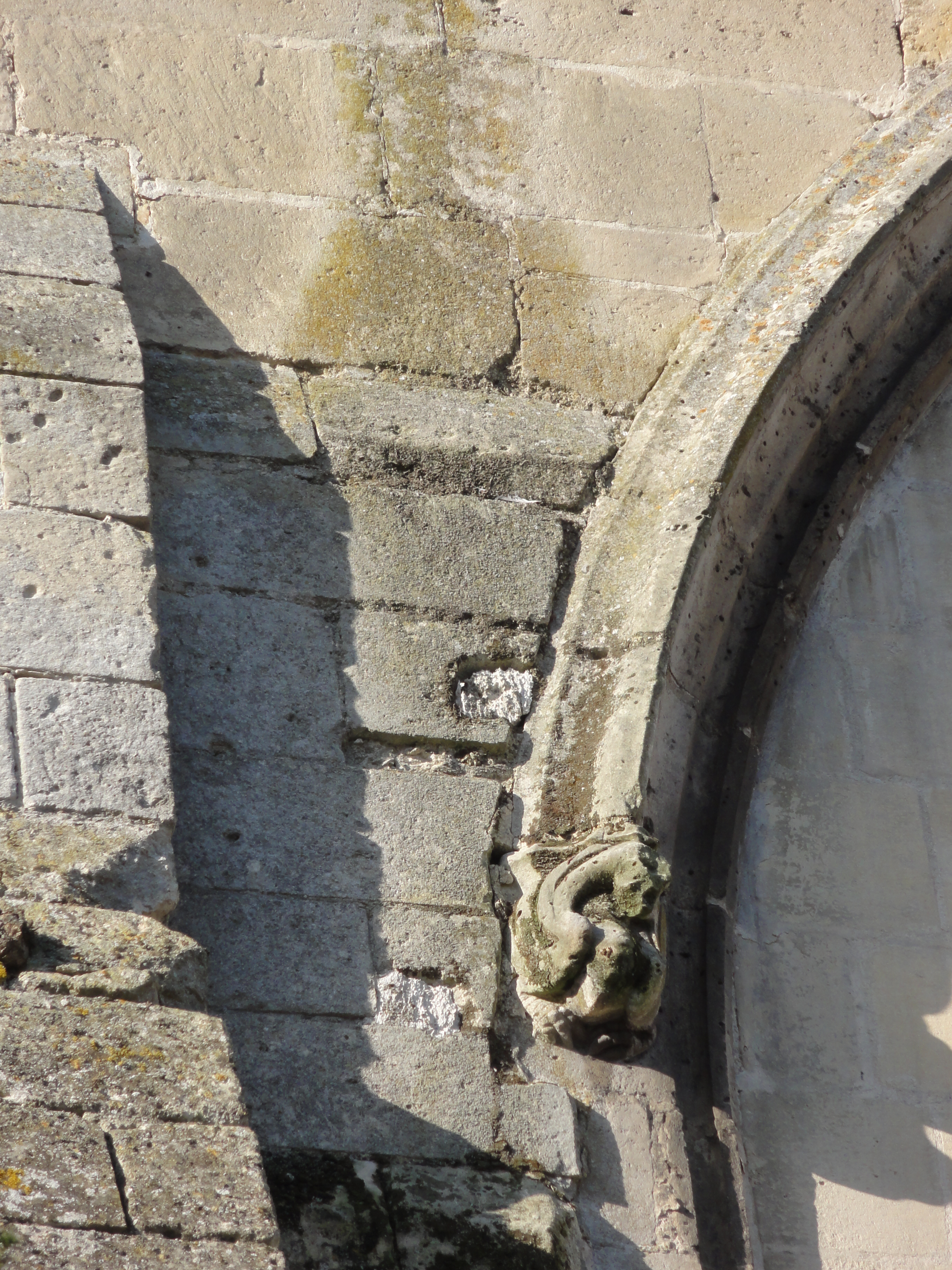
Détail de la baie orientale.

### Intérieur

#### Nef et bas-côtés

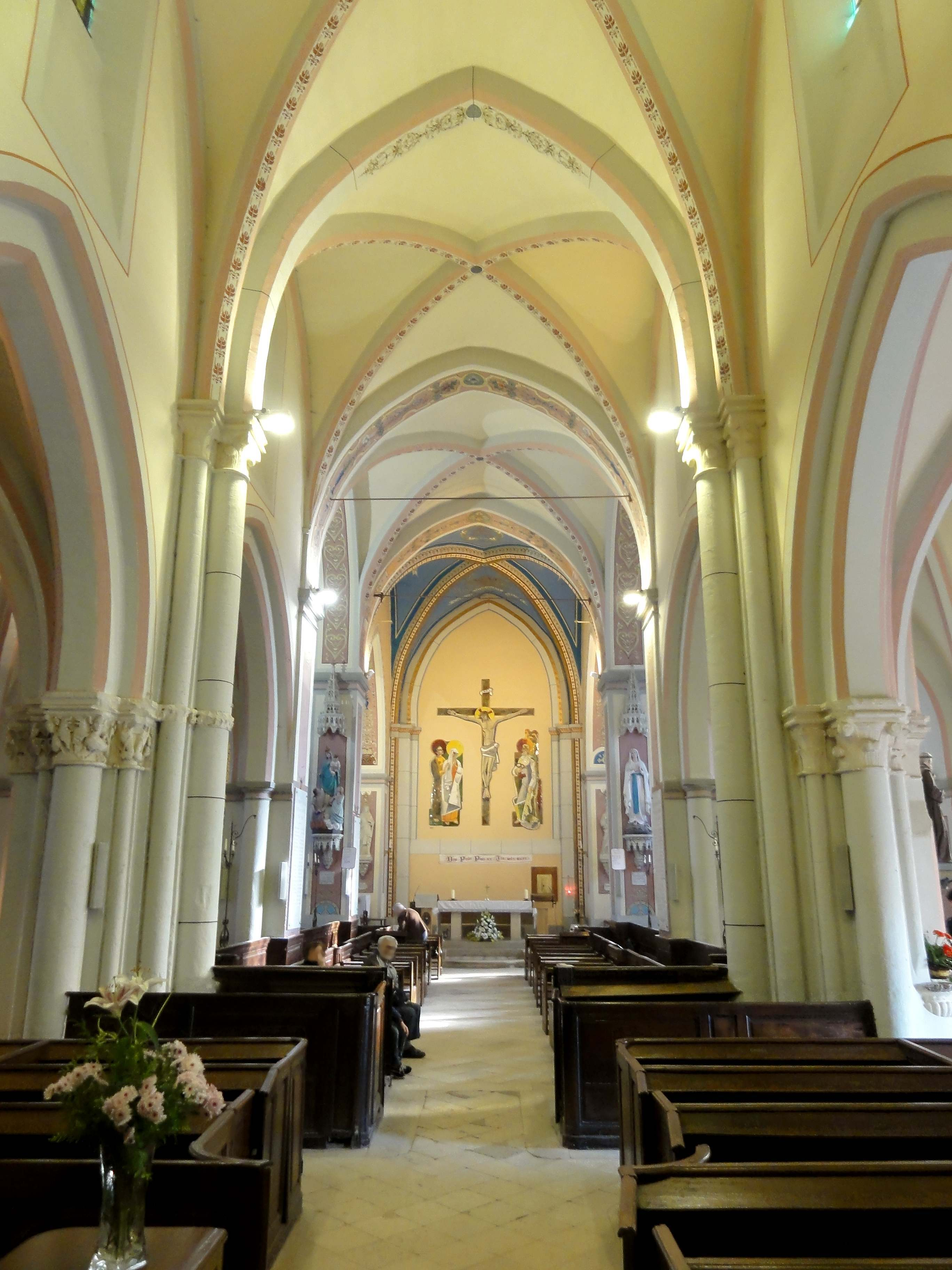
Nef, 3e travée, vue vers l'est.

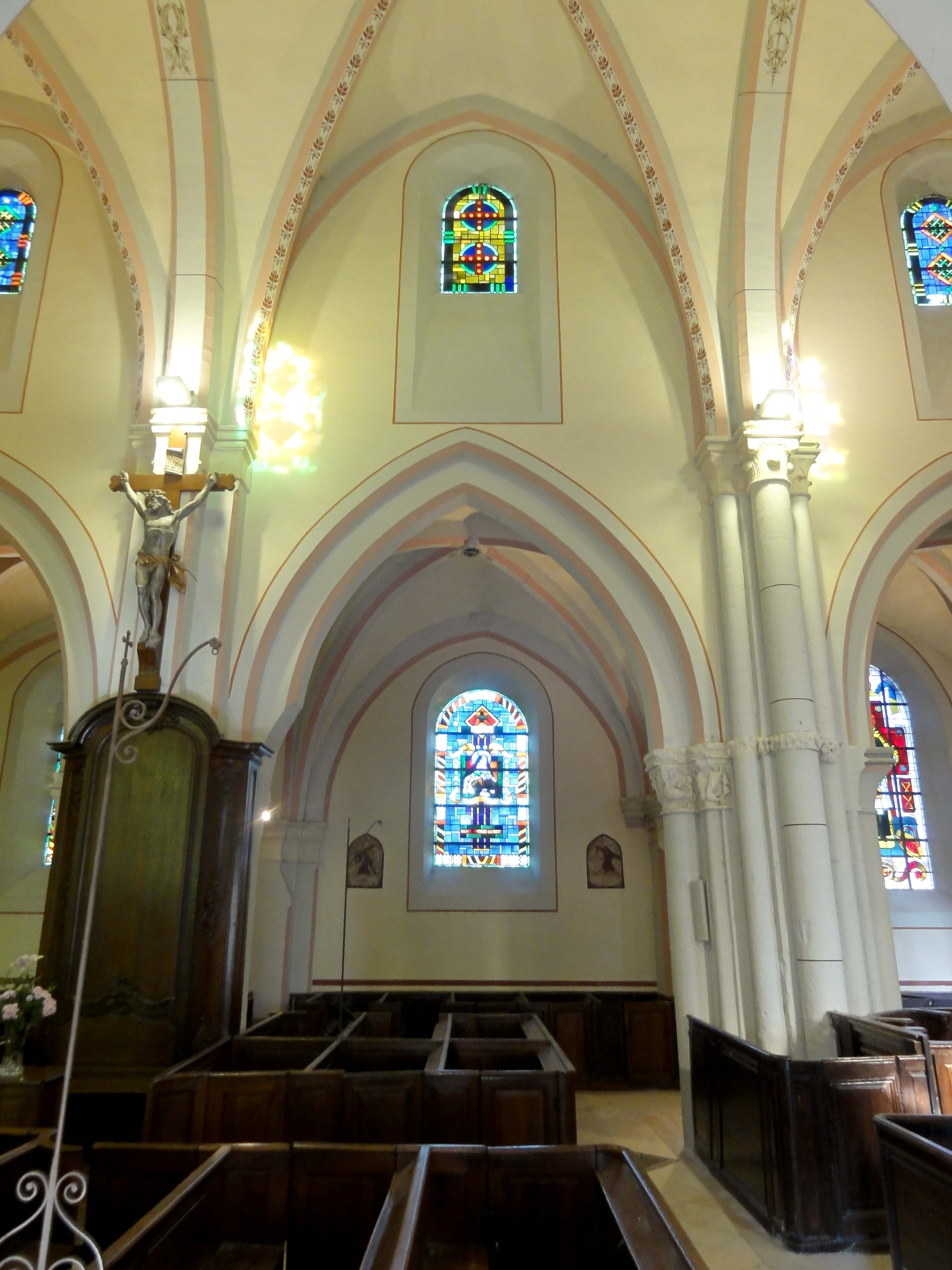
Nef, 3e travée, élévation nord.

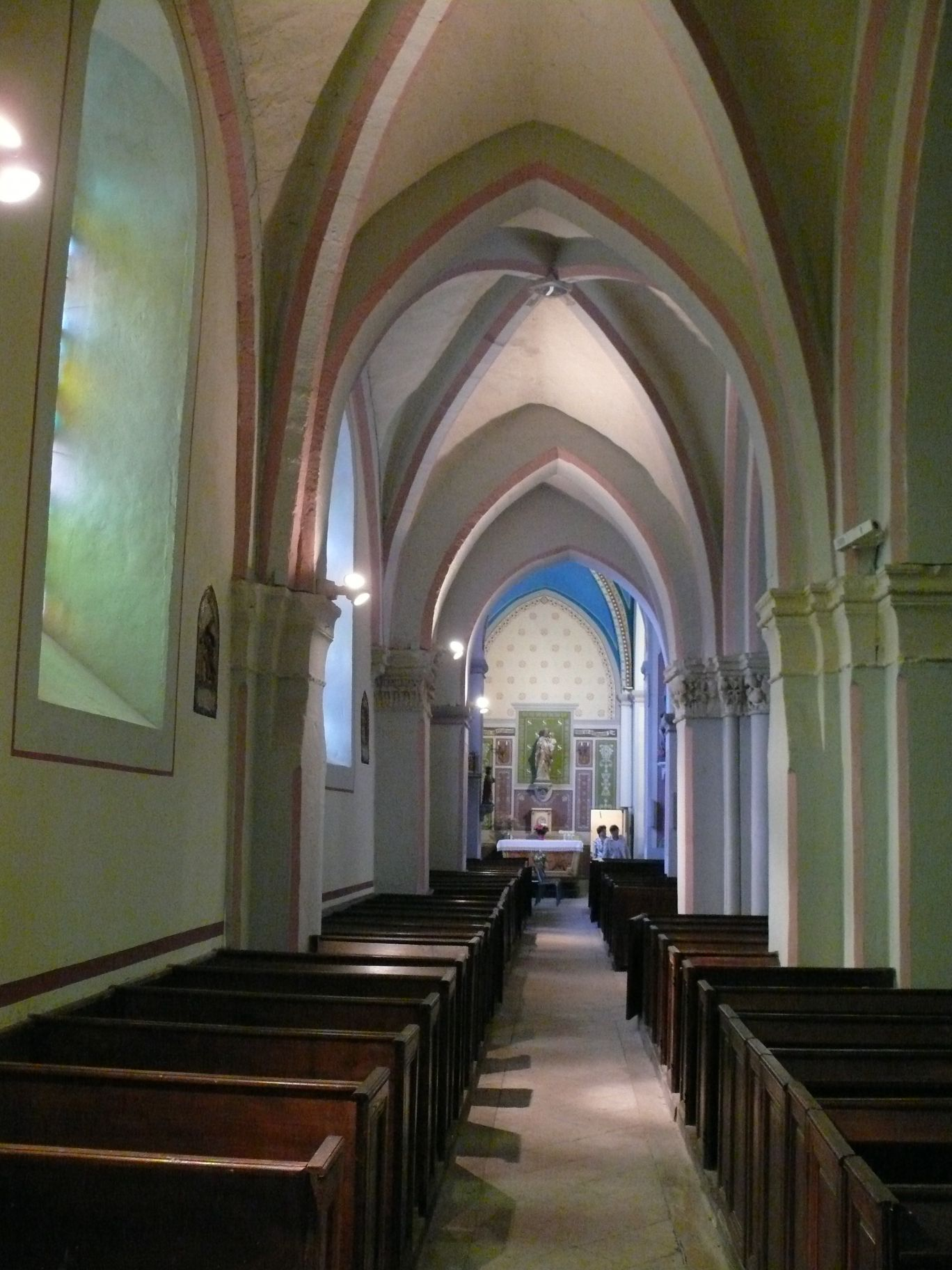
Bas-côté nord, 2e travée, vue vers l'est.

La nef possède une élévation à deux niveaux, à savoir l'étage des grandes arcades et l'étage des fenêtres hautes. L'arc en tiers-point règne sur les grandes arcades et les voûtes. Il n'y a jamais eu de galeries ou de triforium, car l'important glacis de l'ébrasement des fenêtres se rapproche beaucoup des grandes arcades. Les fenêtres sont encore en plein cintre et assez petites, comme à la période romane tardive. De telles fenêtres se trouvent dans plusieurs églises édifiées ou rebâties à la même période, comme Béthancourt-en-Valois, Champlieu ou Glaignes. Elles sont à peu près alignées au-dessus du sommet des grandes arcades, comme dans les églises dont le voûtement d'ogives est prévu dès l'origine. Le caractère approximatif de l'alignement témoigne du peu de soin apporté à la construction. De même, les grandes arcades ne sont pas moulurées, ni même les nervures des voûtes : elles sont simplement chanfreinées. Des arcades brisées à deux rangs de claveaux chanfreinées se trouvent déjà vers 1130 dans la nef de Villers-Saint-Paul et dans le transept Rieux, et un peu plus tard à Acy-en-Multien. Au niveau des supports, l'on peut distinguer deux campagnes de construction. Il ne faut pas tenir compte des supports à la limite avec la croisée du transept, qui a été reprise à la fin du XVIIe siècle. La construction ayant sans doute débuté par le chœur conformément à l'usage général, la quatrième travée et le doubleau avec la limite avec la troisième travée devraient représenter les parties les plus anciennes de la nef. Ici, les grandes arcades et le doubleau retombent sur des faisceaux de trois colonnettes, par l'intermédiaire des tailloirs des chapiteaux. Les formerets font défaut. Les colonnettes du rouleau inférieur des grandes arcades et du doubleau sont de fort diamètre ; celles des ogives sont de diamètre moyen ; et celles des rouleaux supérieurs des grandes arcades sont assez fines. Les piliers de la nef ne sont donc pas symétriques, d'autant plus qu'ils sont seulement cantonnés d'un pilastre vers le bas-côté. Avec cette exception, ils correspondent au modèle dionysien.
Les chapiteaux du second ordre sont sculptés de feuillages stylisés en deux rangs. Sur les corbeilles des chapiteaux des doubleaux, les extrémités des feuilles s'enroulent en boules ; sur les chapiteaux plus petits des ogives, l'on voit des feuilles d'eau légèrement recourbées dans leur plus simple expression. Au niveau des chapiteaux des grandes arcades, les fûts du côté nord présentent une frise de feuilles grasses et de palmettes, qui est malheureusement abîmée. Non les motifs, mais ce type d'ornementation à ce niveau des fûts représente une exception totale à la période gothique. Deux chapiteaux à l'est de la troisième grande arcade du nord sont décorés symétriquement de deux lions, dont les têtes manquent, et de deux chimères encadrant deux oiseaux aux têtes de fauves. Cette iconographie est encore proprement romane, mais reste répandue à la première période gothique, comme le montrent l'avant-nef de Saint-Denis, la nef de Chars et le déambulatoire de Pontoise. Vers la troisième travée du bas-côté, un chapiteau est sculpté de deux rangs de feuillages plus élaborés, et une tête humaine se profile à l'angle saillant de la frise du pilastre, qui est destiné à recevoir l'ogive. La partie centrale de la frise correspondant au dernier doubleau du bas-côté nord est sculpté de feuilles d'acanthe, et c'est également le cas de la frise au nord du même doubleau, en face. Au-dessus de la partie centrale de la frise, le tailloir comporte une partie proéminente. Les chapiteaux à l'ouest de la quatrième grande arcade du nord, sur le même pilier, ont perdu leur sculpture. C'est également le cas de la plupart des chapiteaux du premier ordre autour du troisième pilier du sud, où seulement trois chapiteaux restent intacts. Ils ressemblent aux chapiteaux du second ordre.
Pour le reste de la nef, le maître d'œuvre a décidé d'adopter le parti déjà retenu pour le dernier doubleau des bas-côtés. Partout les colonnettes sont remplacées par des ressauts des piliers, dont les arêtes sont le plus souvent chanfreinées. Les corbeilles des chapiteaux sont de section carré, et vers les bas-côtés, elles s'apparentent à des frises. Il n'y a plus aucune trace de décor sculpté. Cependant, il a pu disparaître comme à certains endroits au niveau du troisième doubleau du bas-côté sud. En effet, a forme des corbeilles n'est pas tout à fait régulière, et leur diamètre augmente successivement de l'astragale vers le tailloir, comme sur un chapiteau gothique habituel. La disparition du décor sculpté peut s'expliquer par les dégâts occasionnés par un potentiel incendie, ou par l'évolution du goût à la période de l'architecture classique. Joseph Depoin a trouvé des documents qui attestent de la désapprobation des paroissiens pour le décor sculpté de l'église Saint-Maclou de Pontoise au XVIIIe siècle. On s'offusque contre la diversité des motifs, et contre les frises qui interceptaient les colonnettes des hautes-voûtes au niveau des grandes arcades, comme à Nanteuil. En été 1783, avec six voix pour et trois voix contre, les marguilliers décident de supprimer ce décor. C'est pour une telle hypothèse que penche le chanoine Louis Pihan : « Les autres piliers n'auraient-ils pas été maladroitement équarris au XVIIIe siècle ? Les belles fenêtres latérales n'ont elles pas été remises en plein-cintre dans le même massacre ? ». Du fait de son décor rudimentaire et de l'absence de mouluration, la nef de l'église Saint-Pierre peut paraître de faible intérêt architectural, mais l'originalité de ses supports la rendent en même temps unique. Des pilastres avec des frises sont fréquemment employés à la première période gothique, mais uniquement dans l'intrados d'arcades ou doubleaux, entre deux fines colonnettes à chapiteaux garnissant les angles. Des exemples se trouvent  à la fin des bas-côtés de la nef de Notre-Dame de Paris, aux extrémités des groupes de trois baies du triforium, sur l'arcade entre nef et croisée du transept, et sur certains piliers entre les chapelles rayonnantes de cette même cathédrale ; autour du transept de Saint-Clair-sur-Epte ; et dans les chœurs de Fontenay-en-Parisis et Louvres.
Une particularité est encore à mentionner dans la première travée de la nef : ici, la voûte est pourvue d'un trou de cloches, et elle ne peut donc pas dater du XIIe siècle, mais le profil des ogives est sinon analogue. Ce constat soulève la question de l'âge des voûtes actuelles, qui ne datent pas nécessairement d'origine. Leur profil rudimentaire n'est pas caractéristique d'une époque, mais plutôt de voûtes dans des édifices à usage civil (châteaux, caves, réfectoires...). Dominique Vermand, qui a analysé les voûtes d'ogives de l'Oise antérieures au milieu du XIIe siècle, n'a trouvé que six exemples d'ogives simplement chanfreinées. En principe, la mouluration des ogives se pratique dès l'apparition de ce type de voûtement. L'absence de formerets dans la nef pourrait indiquer un voûtement secondaire, car des formerets existent dans les bas-côtés, où l'on renonce plus couramment aux formerets pour des motifs d'économie. Ces formerets retombent sur des culs-de-lampe moulurés comme les tailloirs.

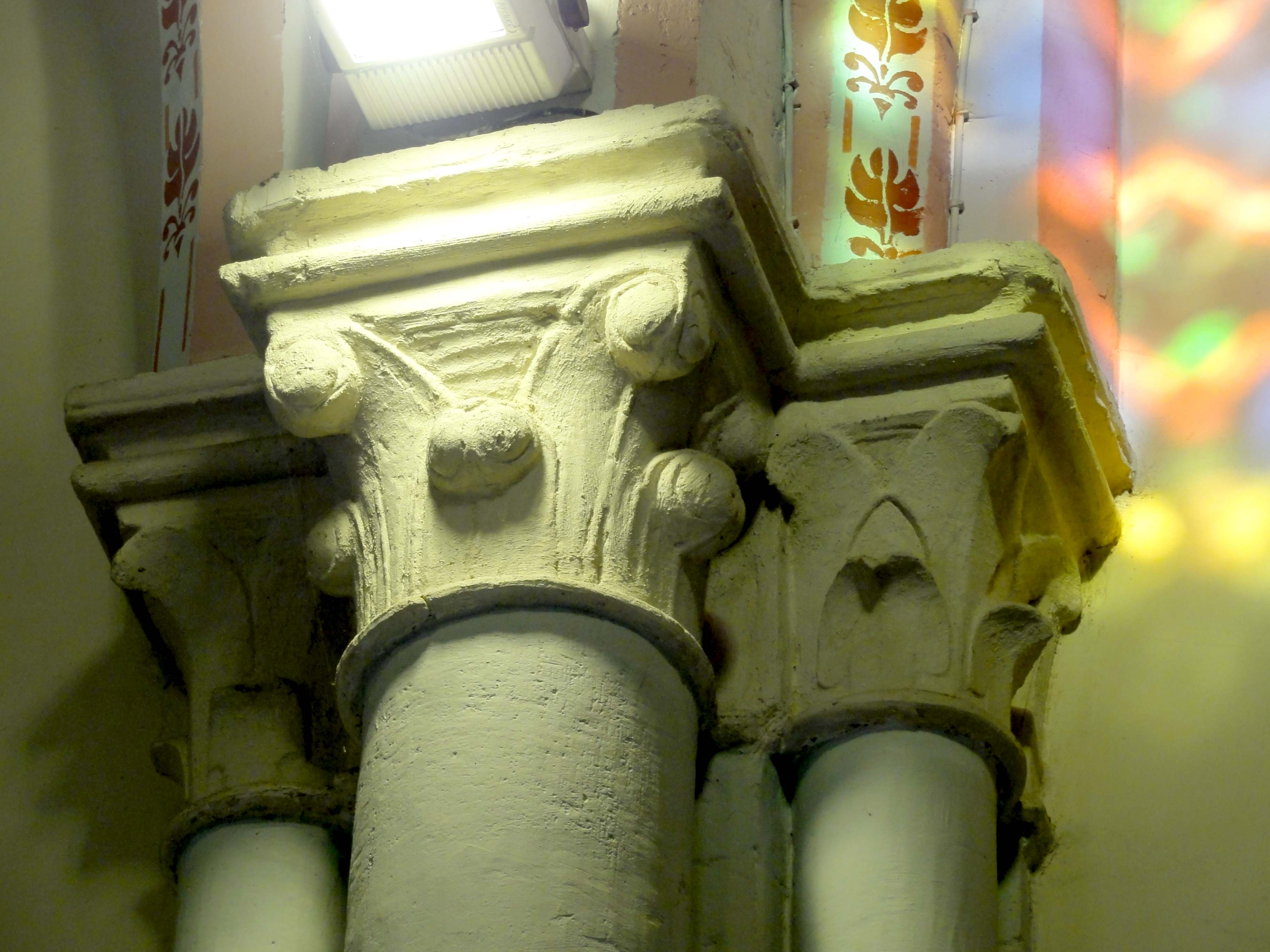
Chapiteaux du 2e ordre au niveau du 3e doubleau.
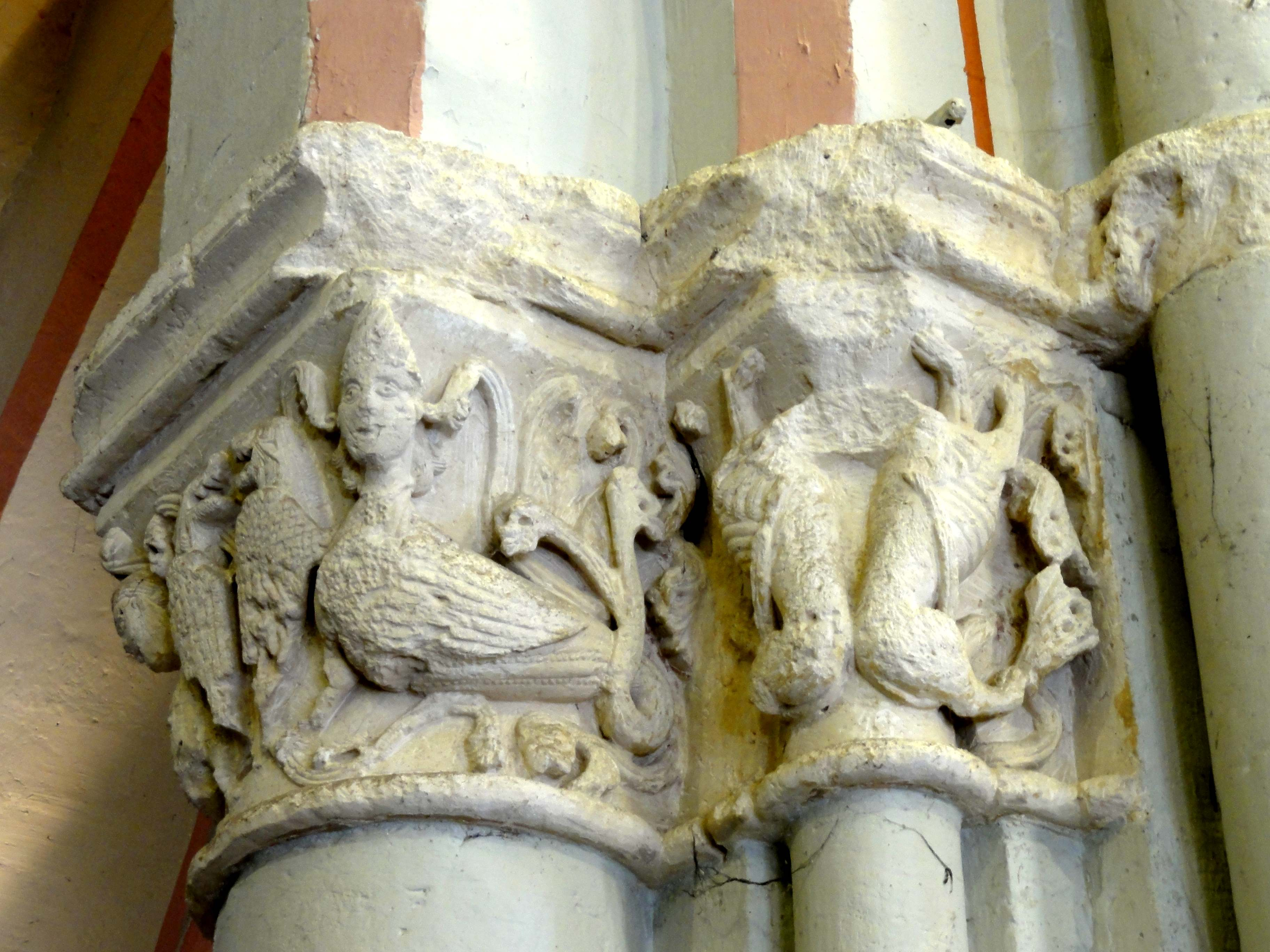
Chapiteaux à l'est de la 3e grande arcade du nord.
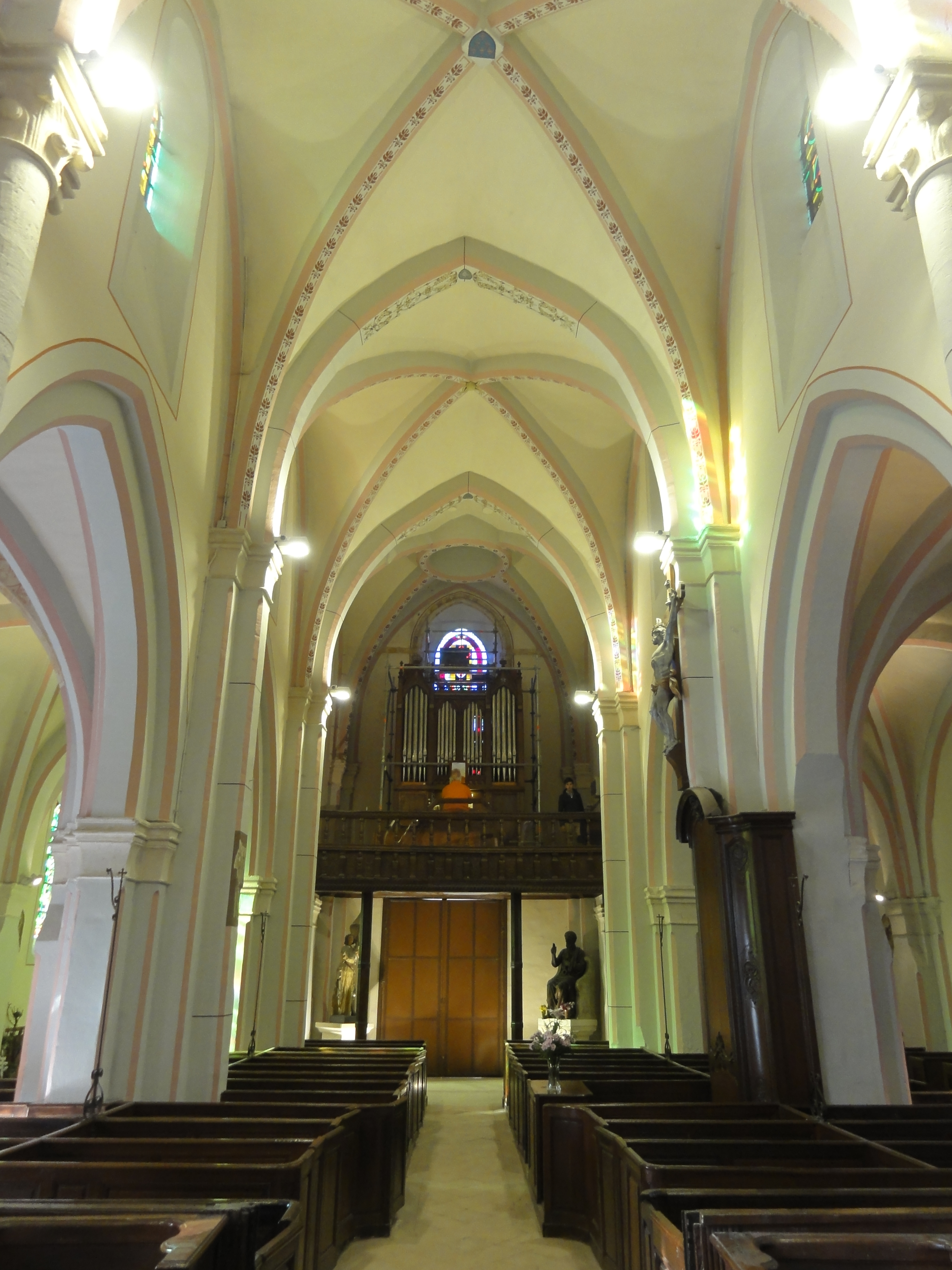
Nef, 3e travée, vue vers l'ouest.
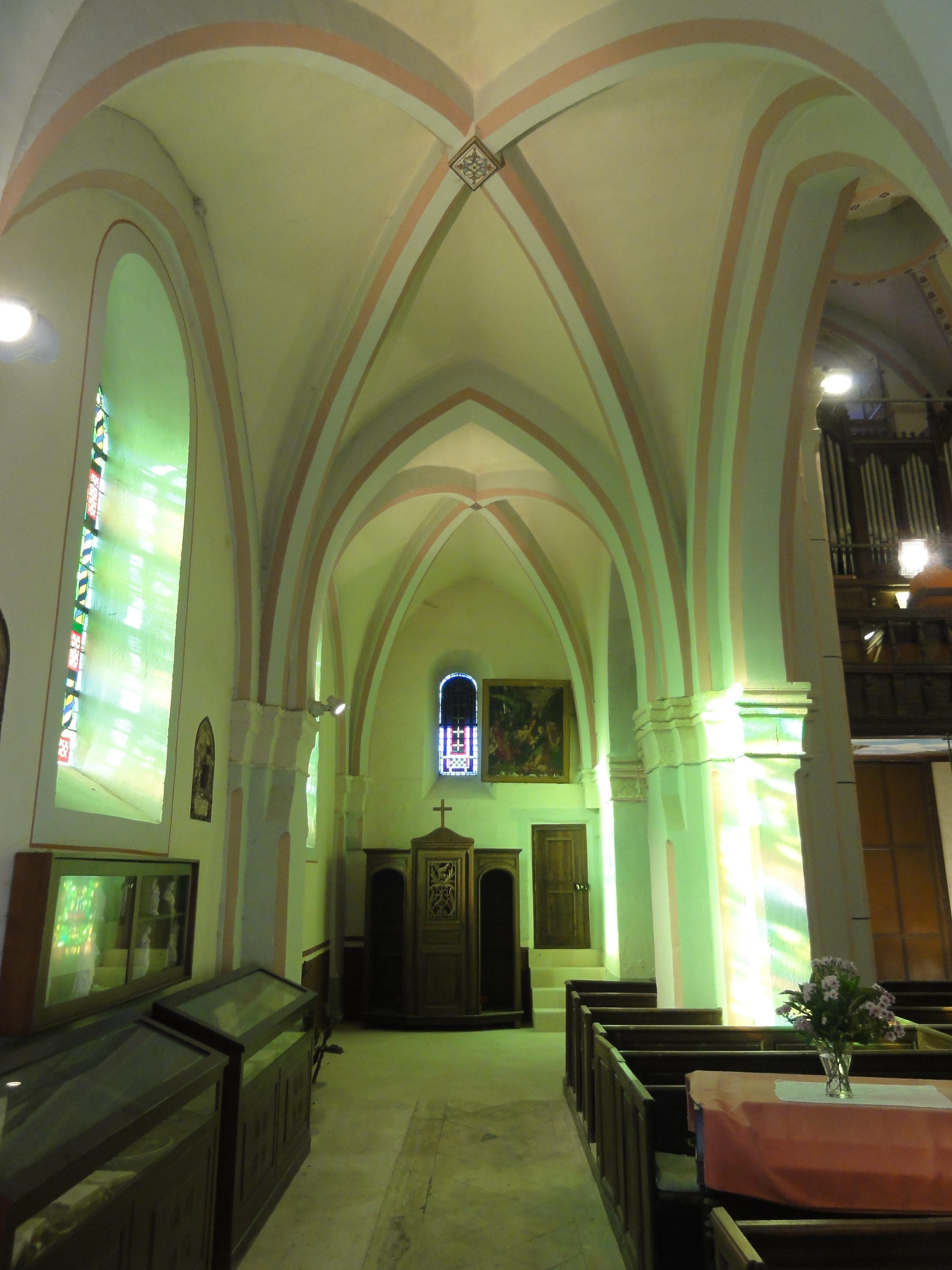
Bas-côté sud, 3e travée, vue vers l'ouest.
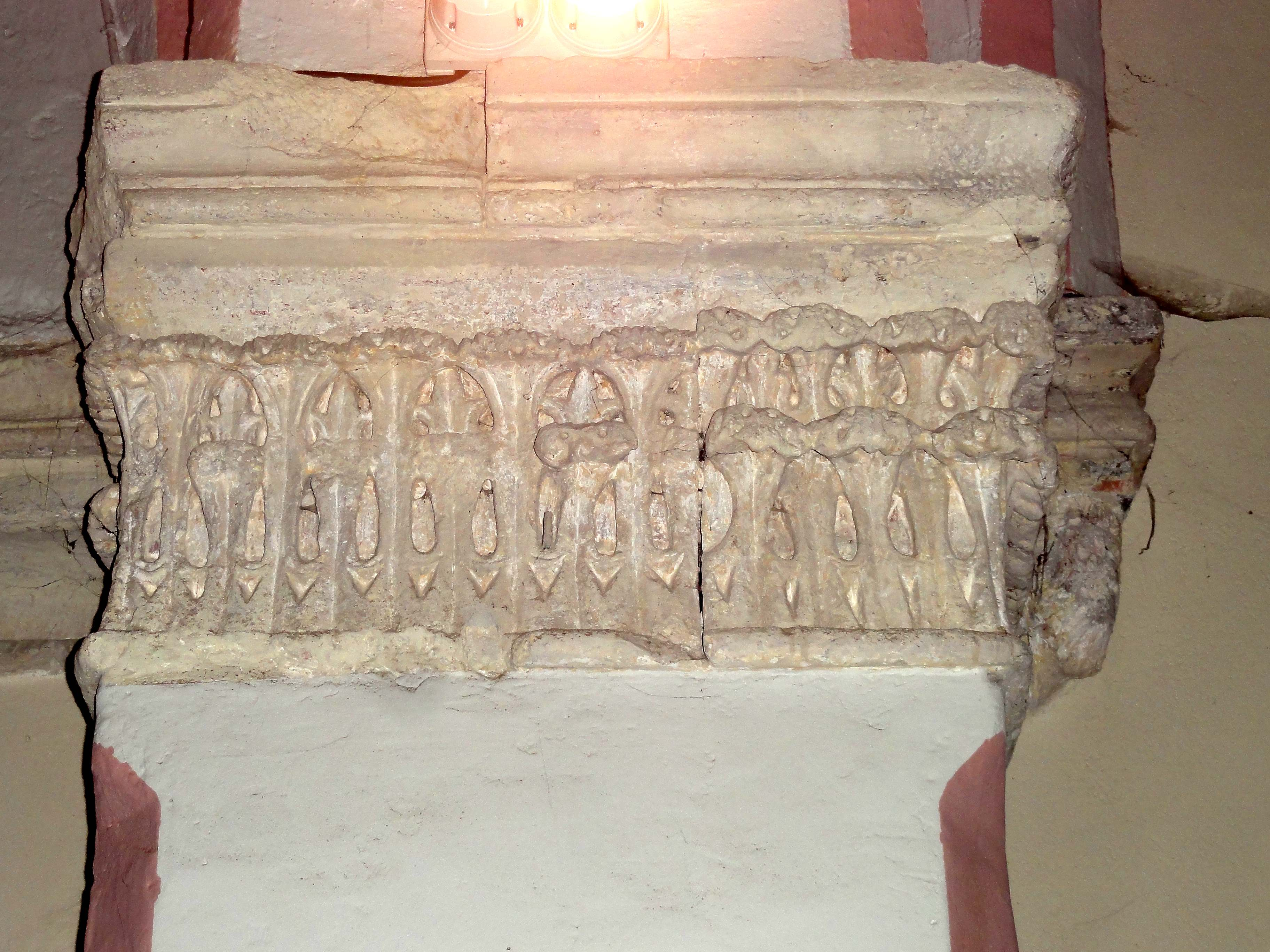
Bas-côté nord, frise du 3e doubleau.
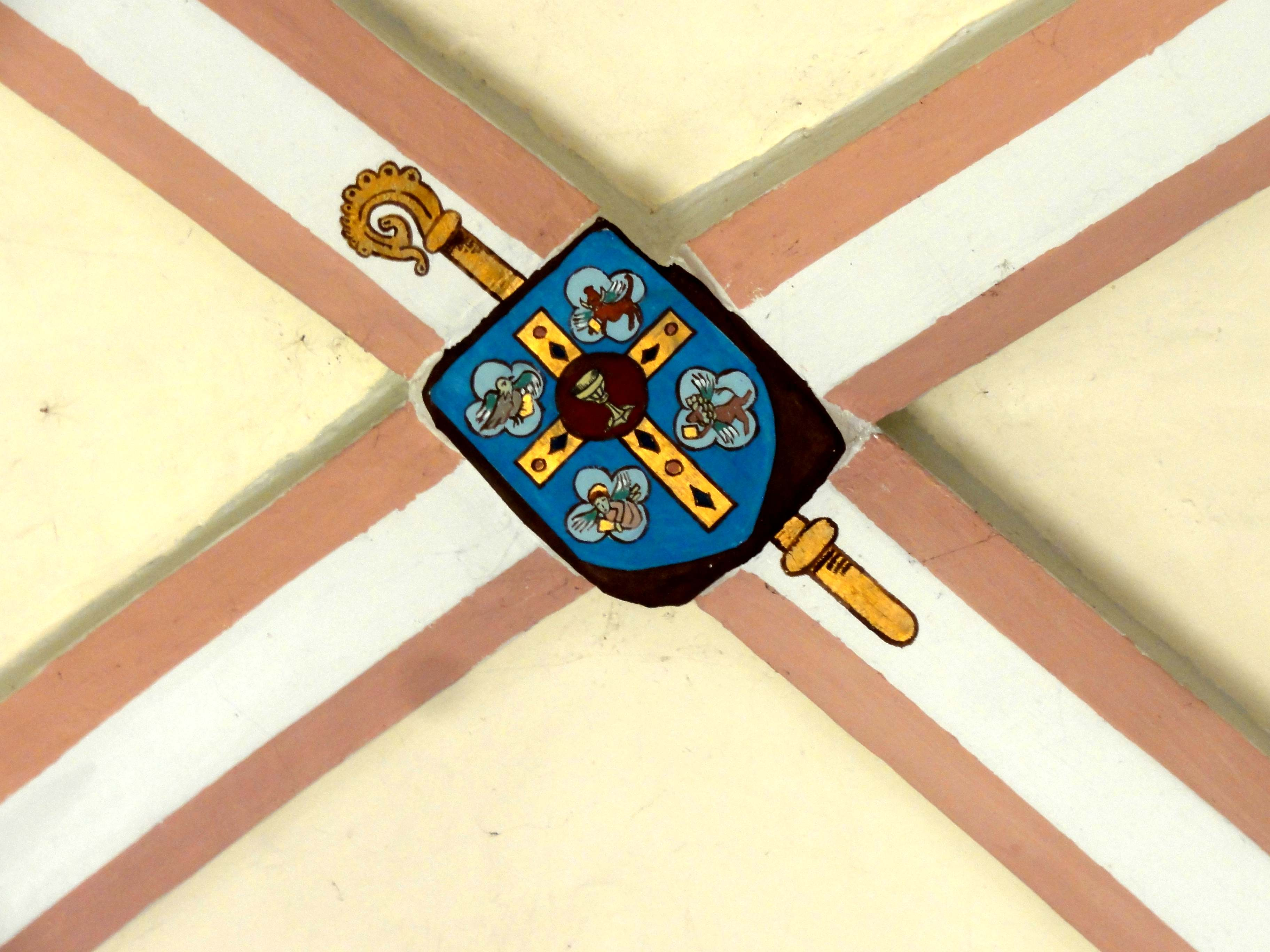
Bas-côté sud, 3e travée, clé de voûte peinte.

#### Transept et parties orientales

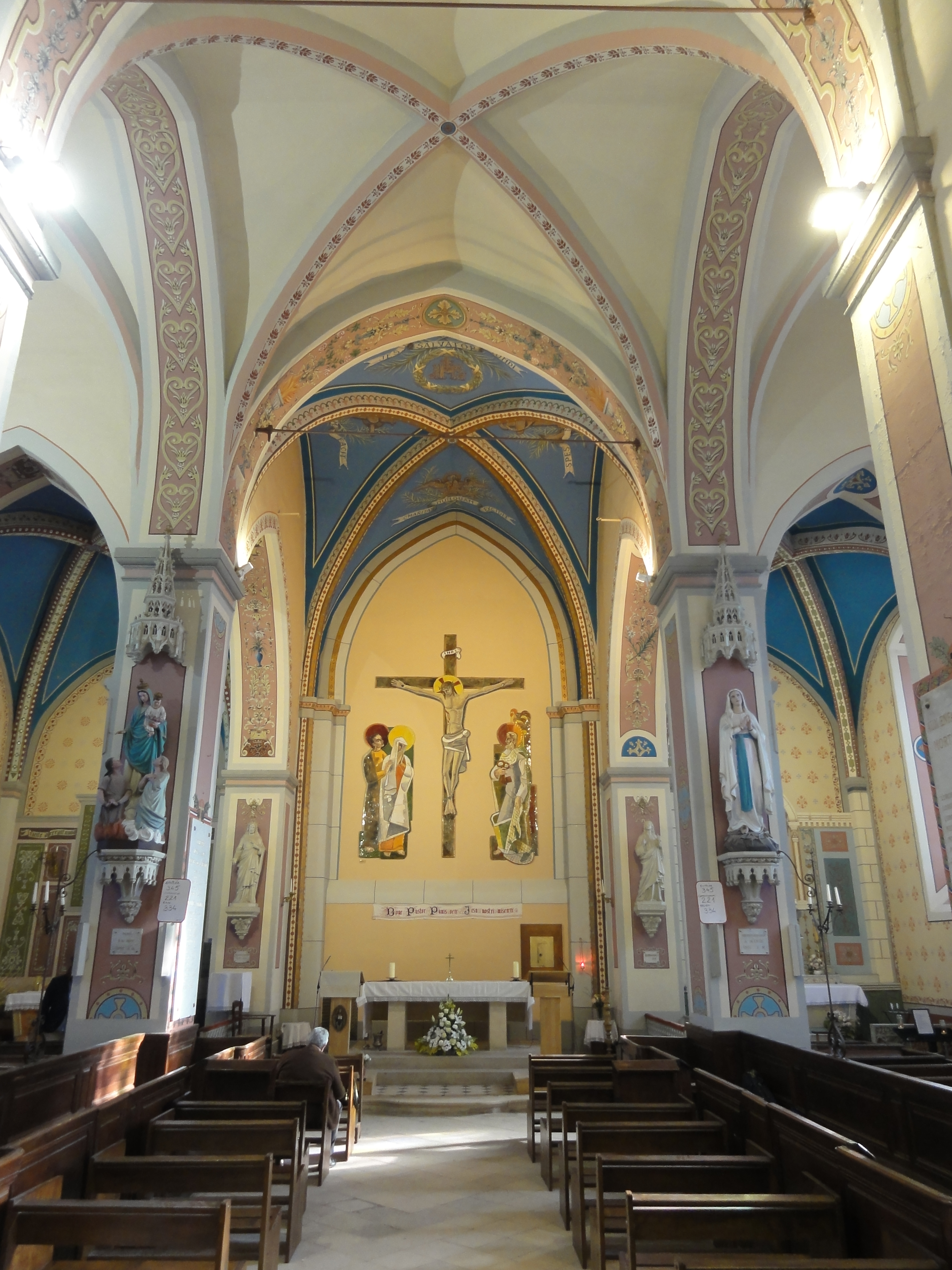
Croisée, vue vers l'est.

Le transept, l'abside et les deux chapelles ont été largement reprises à la fin du XVIIe siècle, voire seulement au XVIIIe siècle. Ici, pratiquement rien ne subsiste des dispositions d'origine, et Dominique Vermand pense même que les chapelles n'existaient initialement pas. Sans la polychromie architecturale récente, ces parties de l'église manqueraient totalement de caractère. Les fenêtres sont en anse de panier. Les quatre piles de la croisée du transept ont été reprises, et les doubleaux retombent désormais sur les tailloirs de pilastres plats. La section du profil des tailloirs apparaît au nord de la pile nord-est, et au sud de la pile sud-est. Du haut vers le bas, il comporte une plate-bande, un quart-de-rond, deux faibles ressauts, une plate-bande et une fine baguette. Ce profil indique le style classique. Il s'observe également autour du carré du transept de Trumilly, qui a été refait peu avant la Révolution. Des tailloirs analogues apparaissent au niveau des arcades faisant communiquer les croisillons avec les bas-côtés et chapelles, et ces dernières avec l'abside. À la fin des grandes arcades de la nef, le rouleau inférieur retombe sur des demi-colonnes engagées dans les piles. Elles sont pourvues chapiteaux de plan semi-circulaire moulurés à l'image des tailloirs, la plate-bande supérieure étant remplacé par une dalle carré. Au droit des murs latéraux des bas-côtés, les culs-de-lampe gothiques des formerets ont été supprimés près des arcades vers les croisillons. Des formerets existent devant les deux murs d'extrémité nord et sud du transept. Dans les quatre extrémités des croisillons, deux ressauts du mur reçoivent les ogives et les formerets. Les tailloirs sont ici d'un profil primitif, une plate-bande et un chanfrein, ce qui donne à penser que les supports gothiques ont été retaillés ici. Il n'est plus possible de savoir si les supports étaient initialement des piliers fasciculés, comme au niveau du dernier doubleau de la nef. Le maître d'œuvre de la reconstruction à la période classique a apparemment pris le parti d'imiter en quelque sorte les dispositions des premières travées de la nef. Il continue également d'employer des arcades et des voûtes en tiers-point, ce qui évite une rupture de style. Peut-être les voûtes du transept et de l'abside datent-elles en réalité d'origine et ont dicté son choix au maître d'œuvre, car Dominique Vermand ne reprend pas l'hypothèse de l'effondrement de l'ancienne tour de croisée. Les formerets au nord et au sud du transept adoptent un tracé surhaussé, qui pourrait s'expliquer par un exhaussement des croisillons, mais l'existence de fenêtres latérales primitives du côté ouest défend cette hypothèse.

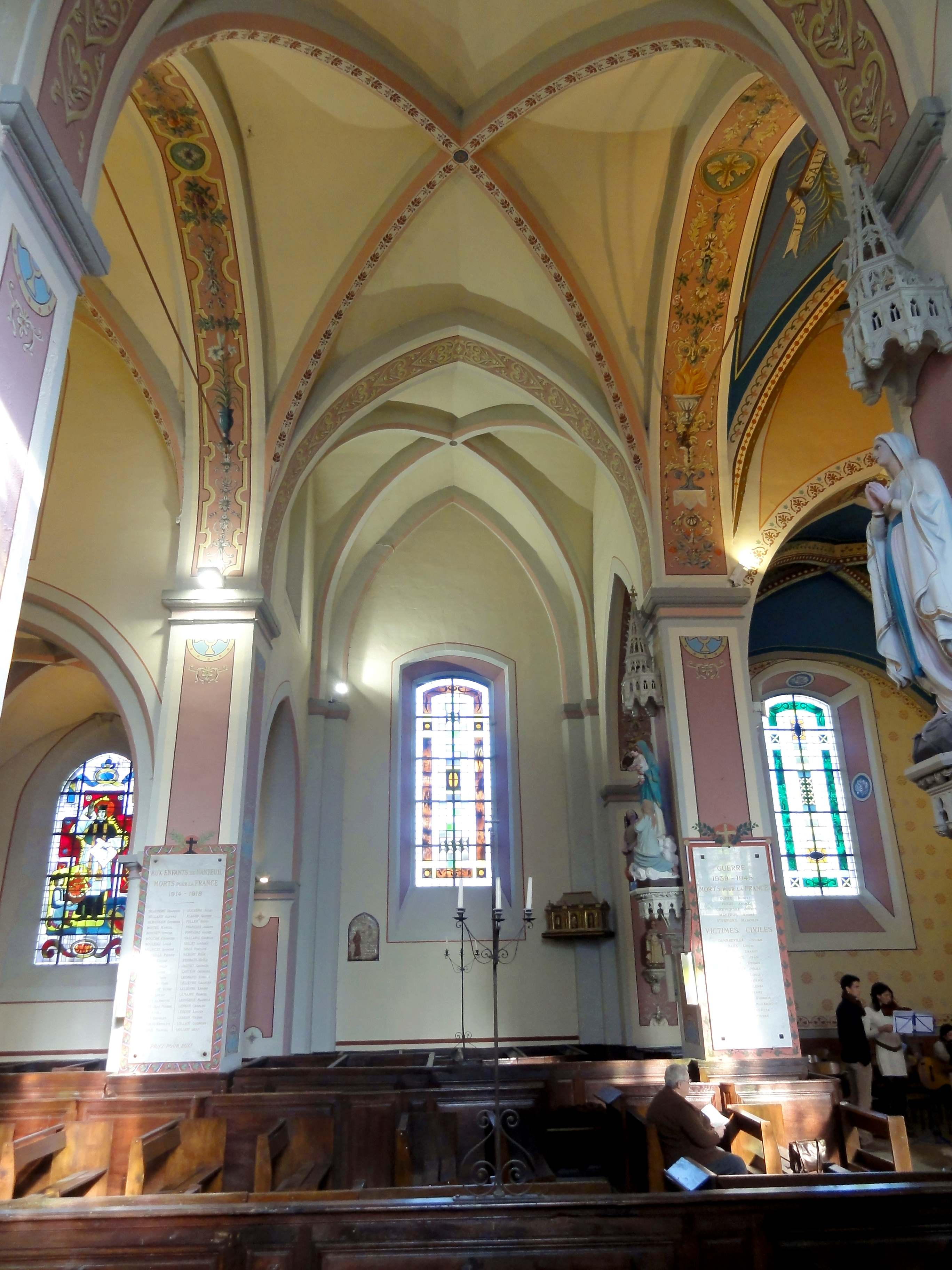
Croisée, vue vers le nord.
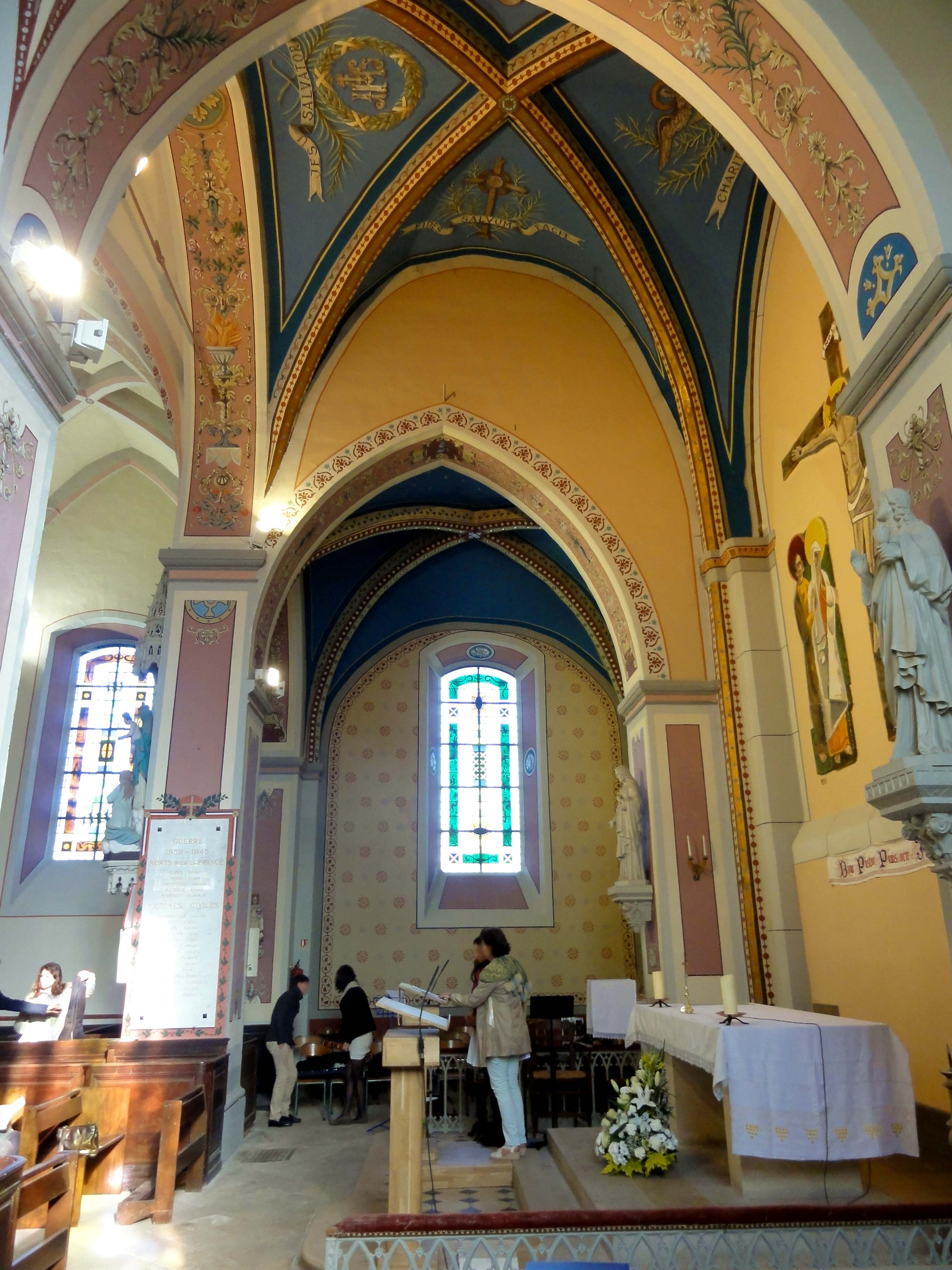
Abside, vue vers le nord.
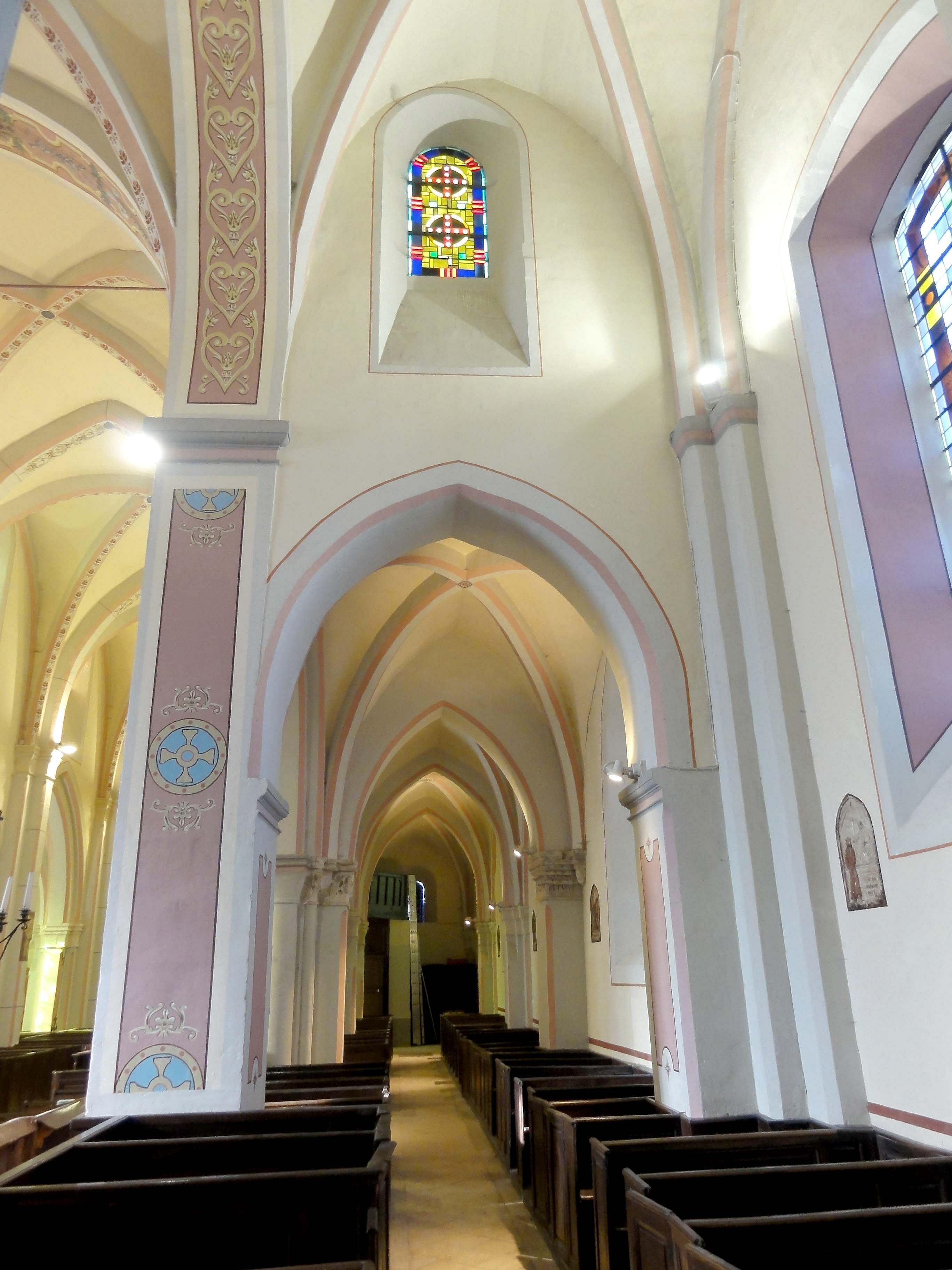
Croisillon nord.
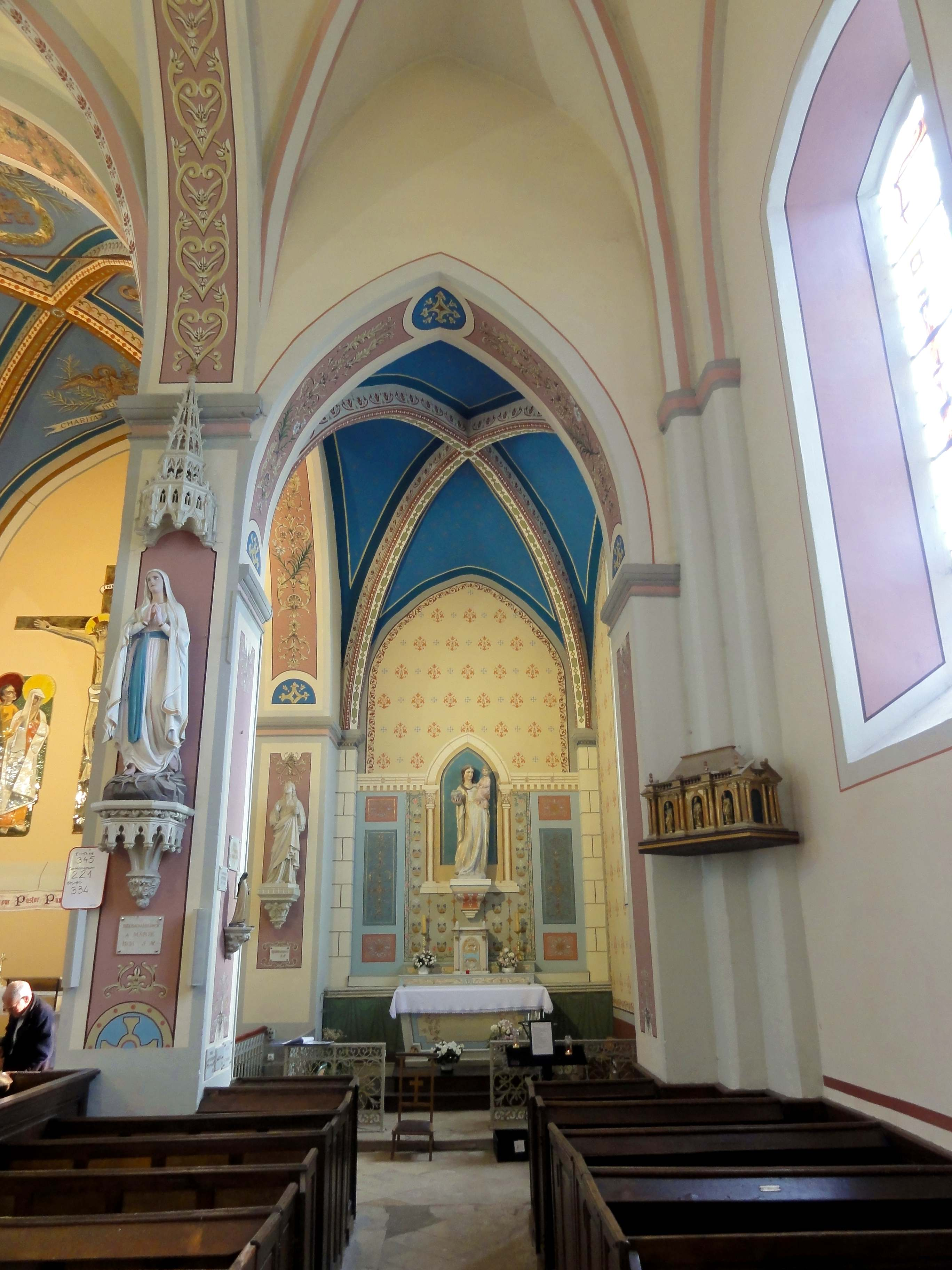
Croisillon sud.
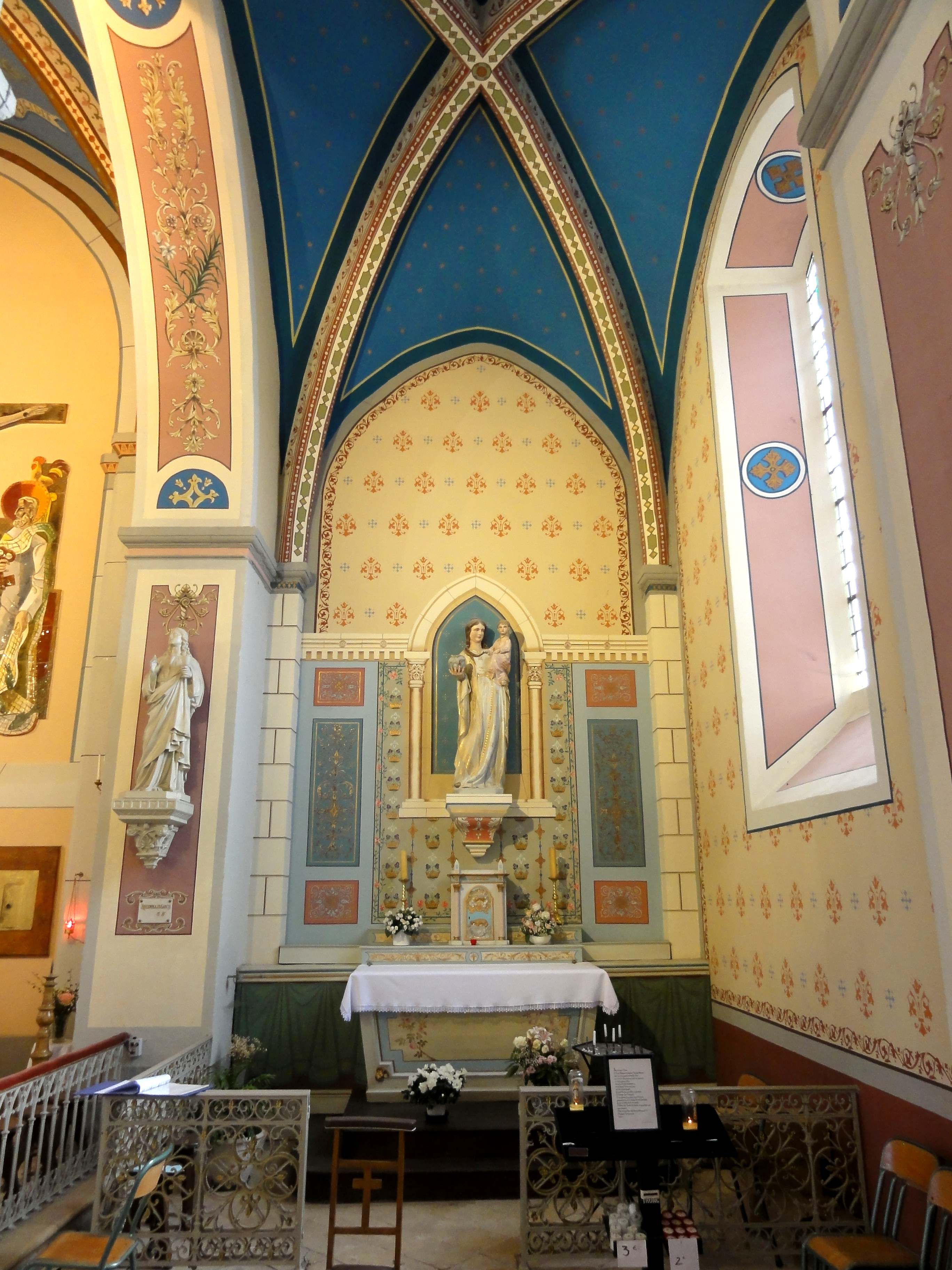
Chapelle de la Vierge.
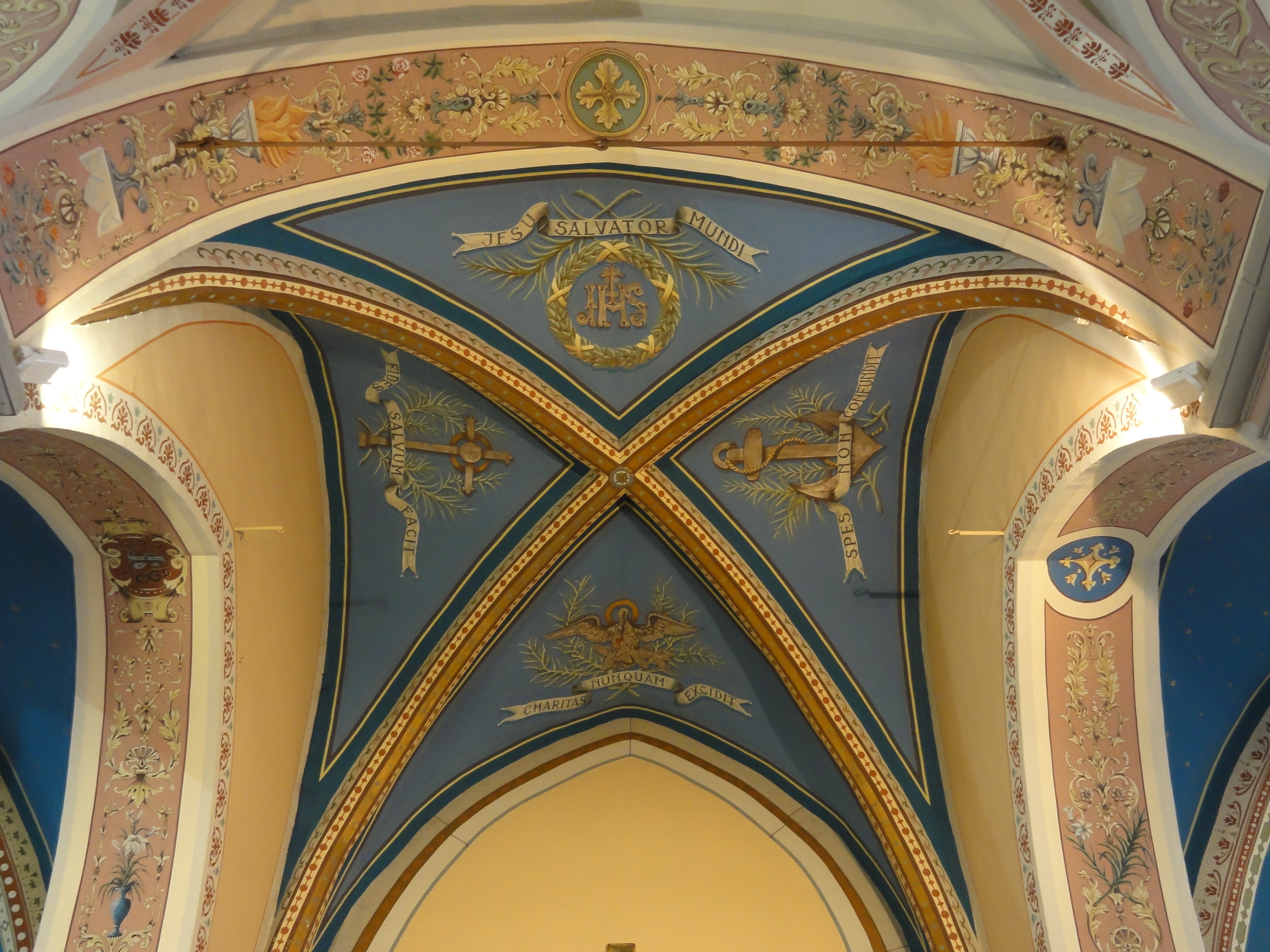
Voûte de l'abside.

## Mobilier

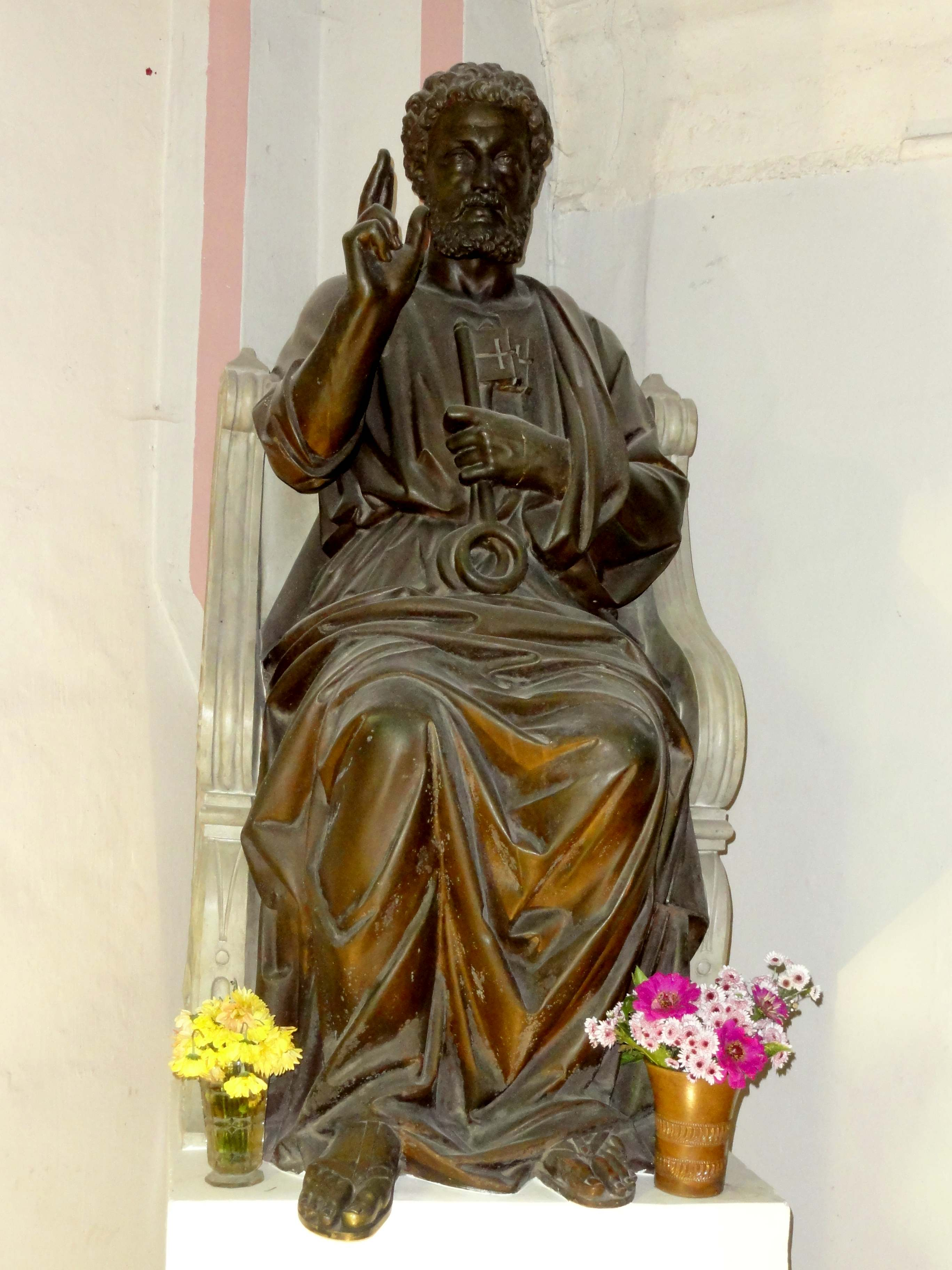
Statue de saint Pierre.

L'église possède un ensemble de dix-sept vitraux polychromes, tous datant de 1956 environ. Neuf présentent des décors géométriques et ont été réalisés en verre acrylique ; ils appartiennent à trois types différents dont un n'existe qu'une seule fois. Huit autres ont été réalisés en verre antique et sont figurés, mais la plus grande partie de la surface est également occupé par un décor géométrique, qui connait quatre variations. Ces vitraux illustrent les vertus : la foi, l'espérance, la charité, la piété, la justice... portées par des saints : sainte Thérèse de Lisieux, saint Bernard, sainte Bernadette, Saint Yves, saint Louis, Saint Vincent de Paul et saint Denis. Deux vitraux ont été confectionnés par Pauline Peugniez, artiste importante pour le renouveau de l'art sacré dans l'après-guerre, et les quinze autres vitraux sont l'œuvre d'Adeline Hébert-Stevens et de Paul Bony, la fille de Pauline Peugniez et son époux.
Aucun élément de mobilier n'est classé au titre des monuments historiques. Certains éléments retiennent toutefois l'intérêt. Les bancs de fidèles des trois premières travées de la nef et des bas-côtés, qui sont fermés par des portières ; le dossier en style rocaille du banc d'œuvre devant le second pilier nord de la nef ; le Christ en croix accroché au-dessus ; et les stalles disposées longitudinalement dans la quatrième travée de la nef et la croisée du transept forment un bel ensemble homogène du XVIIIe siècle. Dans chacun des deux croisillons, une châsse à reliques en bois doré imite un édicule de style Renaissance. Trois niches en plein cintre abritent des statuettes, et sont cantonnées de colonnes corinthiennes. Une balustrade couronnée de pots-à-feu court autour du toit. Ces châsses devraient renfermer les reliques de sainte Félicité, vénérée en l'église voisine de Montagny-Sainte-Félicité, et de saint Félix ; l'on ignore à quel saint de ce nom elles appartiennent. Les reliques ont été offertes par le cardinal César d'Estrées, évêque de Laon, duc et pair de France. La statue de saint Pierre assis sur le trône pontifical, sous la tribune d'orgue, est inspirée d'une œuvre qui se trouve dans la basilique Saint-Pierre du Vatican. Devant les pilastres à gauche et à droite du chevet de l'abside, deux statues badigeonnées de gris représentent saint Jean et le Sacré-Cœur de Jésus ; bien que datant seulement du XIXe siècle, elles s'apparentent à la sculpture classique du XVIIIe siècle et sont d'un bel effet. Les autres statues sont sulpiciennes et ne représentent pas des œuvres originales. Un tableau peint à l'huile sur bois représente la Descente de Croix d'après Le Baroche. Il est en mauvais état ; les teintes tiennent vers le vert. Un tableau peint à l'huile sur toile représente la Déploration du Christ mort, et est signé Marthe Lemoine, 1869. Il a été restauré.

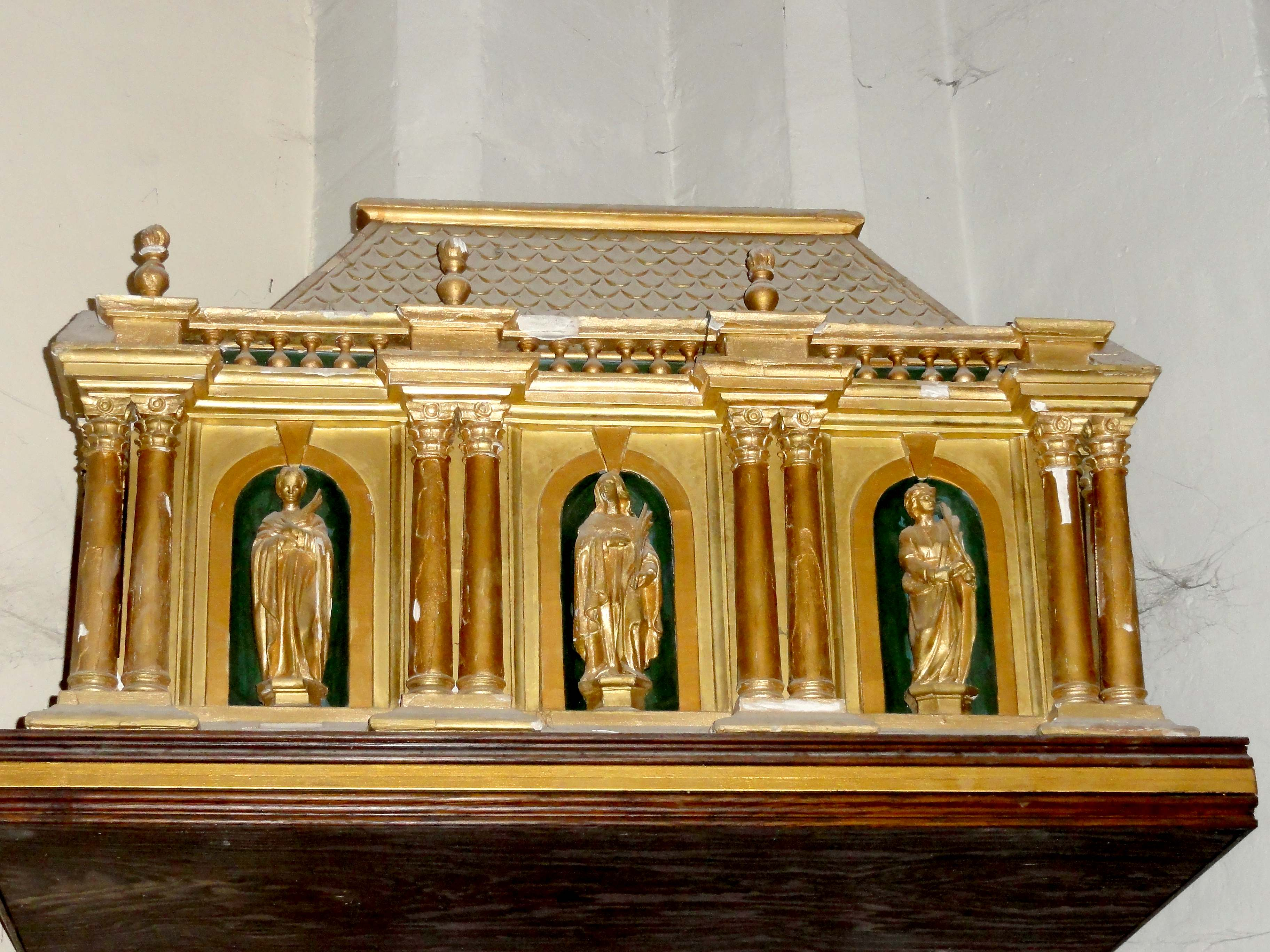
Châsse à reliques.
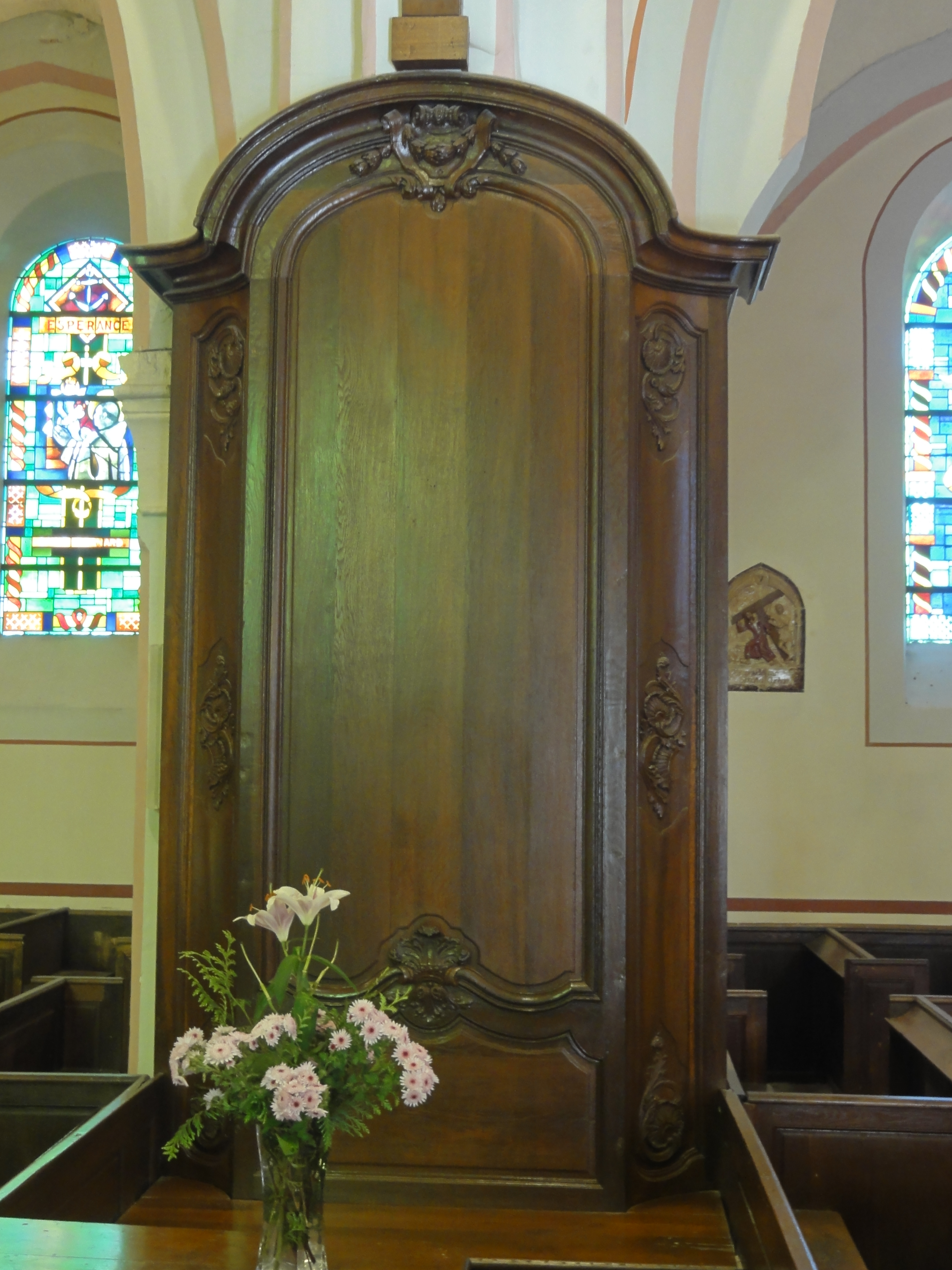
Banc d'œuvre.
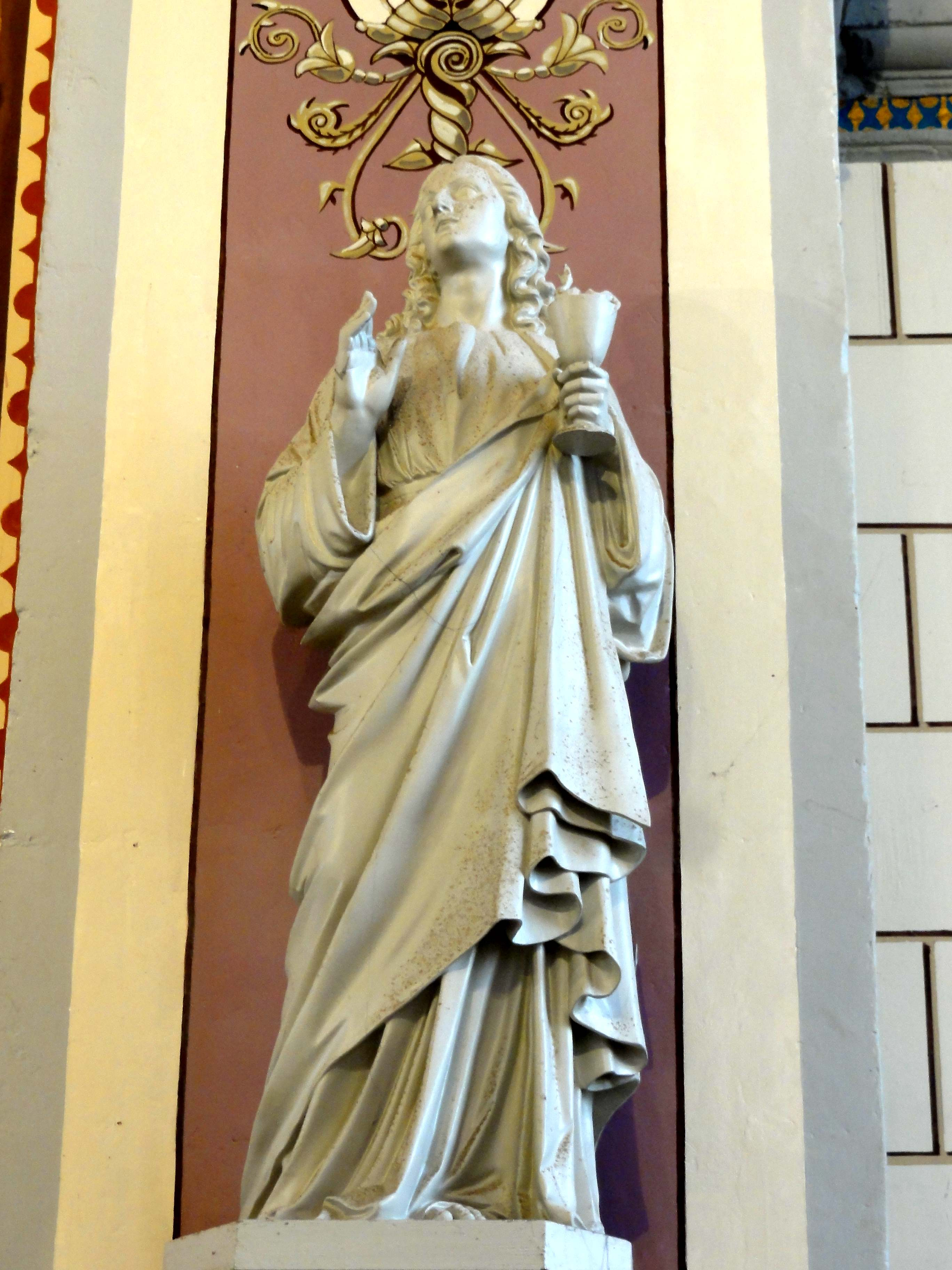
Statue de saint Jean.
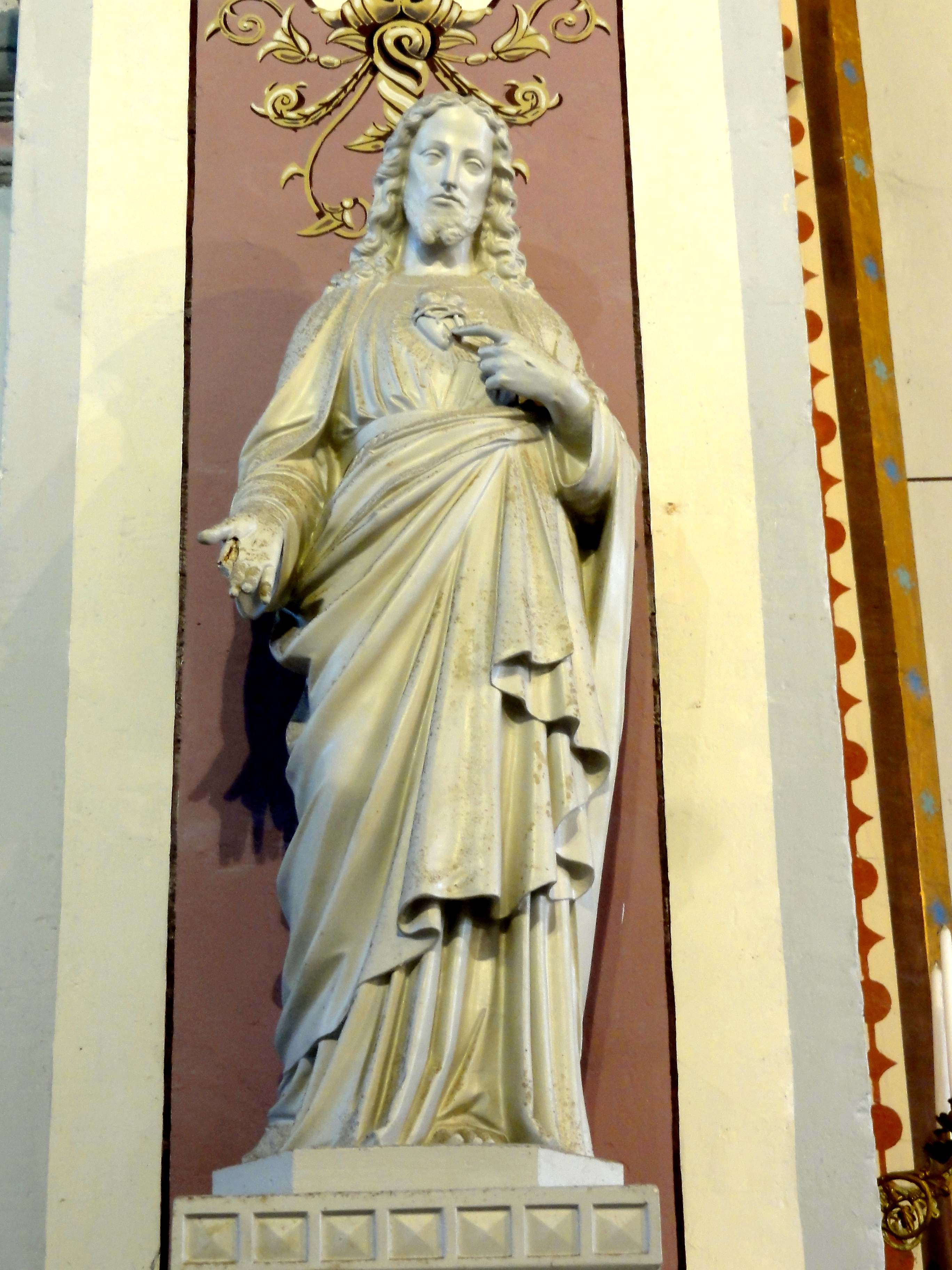
Statue du Sacré-Cœur.
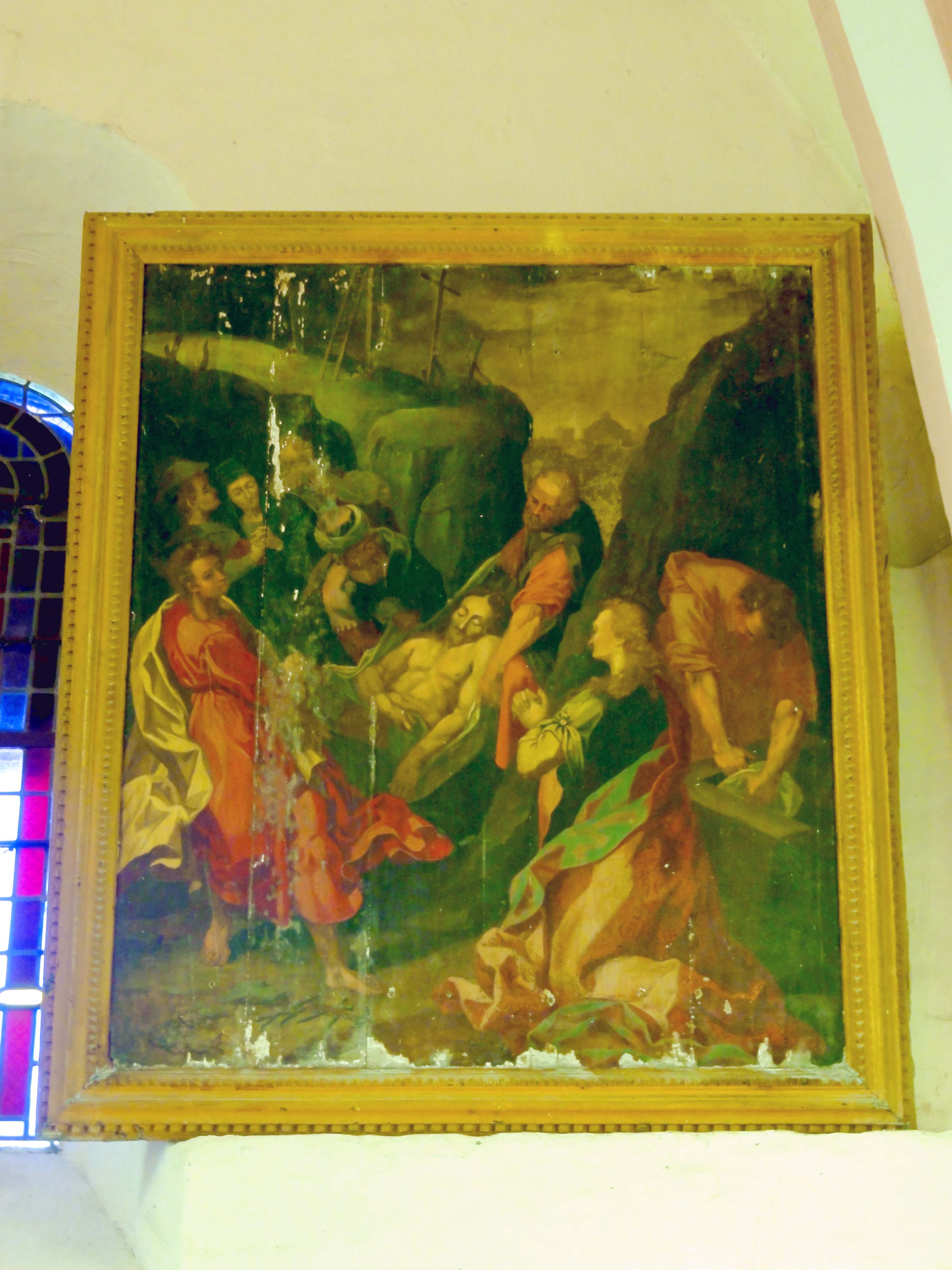
Descente de croix.
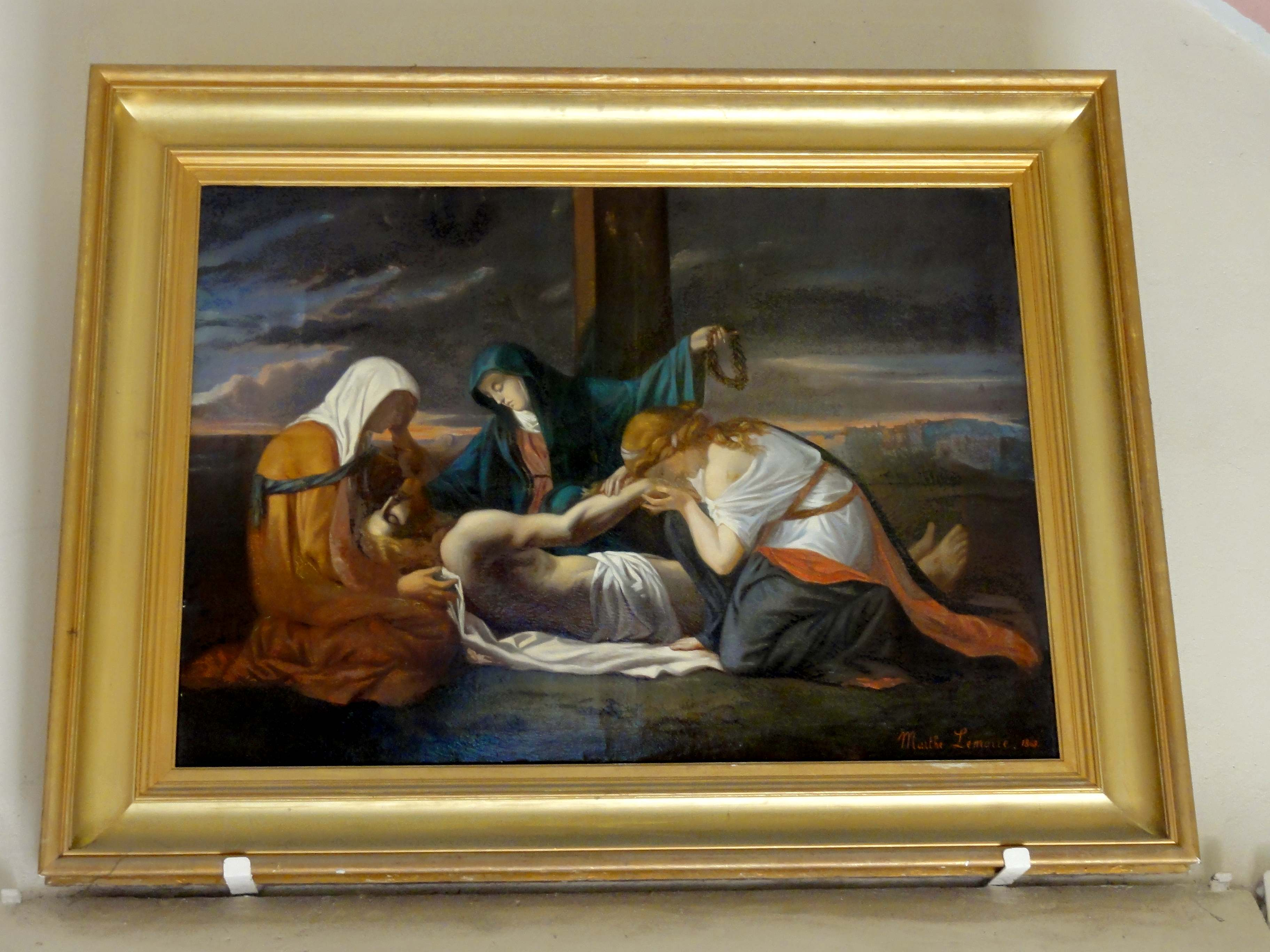
Déploration du Christ.